# Architecture néoclassique en Italie
L’architecture néoclassique en Italie est, dans la péninsule comme dans tous les pays occidentaux, la phase de l'histoire de l'architecture qui, après l'époque du baroque et du rococo, s'est orientée vers l'âge classique de la Grèce et de la Rome antiques en reprenant les idéaux et les apparences formelles. Influencée par l'attrait pour la mythologie qui régnait à l'époque où le Grand Tour marquait la formation de générations entières de nouveaux artistes et de toute une classe sociale, de l'aristocratie à la haute bourgeoisie, elle s'est développée dans la seconde moitié du XVIIIe siècle. Le phénomène s'est prolongé jusqu'au XIXe siècle et il est bien difficile d'arrêter des dates précises : le néo-classicisme se fond en effet avec l'éclectisme, ou bien continue à s'affirmer parallèlement à celui-ci, finissant par laisser des témoignages dans l'architecture contemporaine.
En Italie, on note la construction de quelques édifices classicisants à partir de la seconde moitié du XVIIIe siècle. Le néo-classicisme ne s'est toutefois pas affirmé de manière unitaire sur tout le territoire, encore divisé à l'époque en une multitude de petits états souvent sous le contrôle direct de gouvernements étrangers. À Rome, par exemple, ont été réalisés d'extraordinaires monuments se ressentant encore de la culture baroque et rococo (comme la place d'Espagne ou la fontaine de Trevi) ; dans le Piémont, on trouve les réalisations de Filippo Juvarra et Bernardo Antonio Vittone ; dans le royaume de Naples, où furent appelés Ferdinando Fuga et Luigi Vanvitelli, furent construits le Real Albergo dei Poveri et le palais de Caserte ; la Vénétie au contraire était encore sous influence palladienne. D'importants édifices religieux furent également construits ou restructurés dans le style néoclassique, parmi lesquels la cathédrale Santa Croce à Forlì, en Émilie-Romagne, ou le dôme de Novare dans le Piémont.

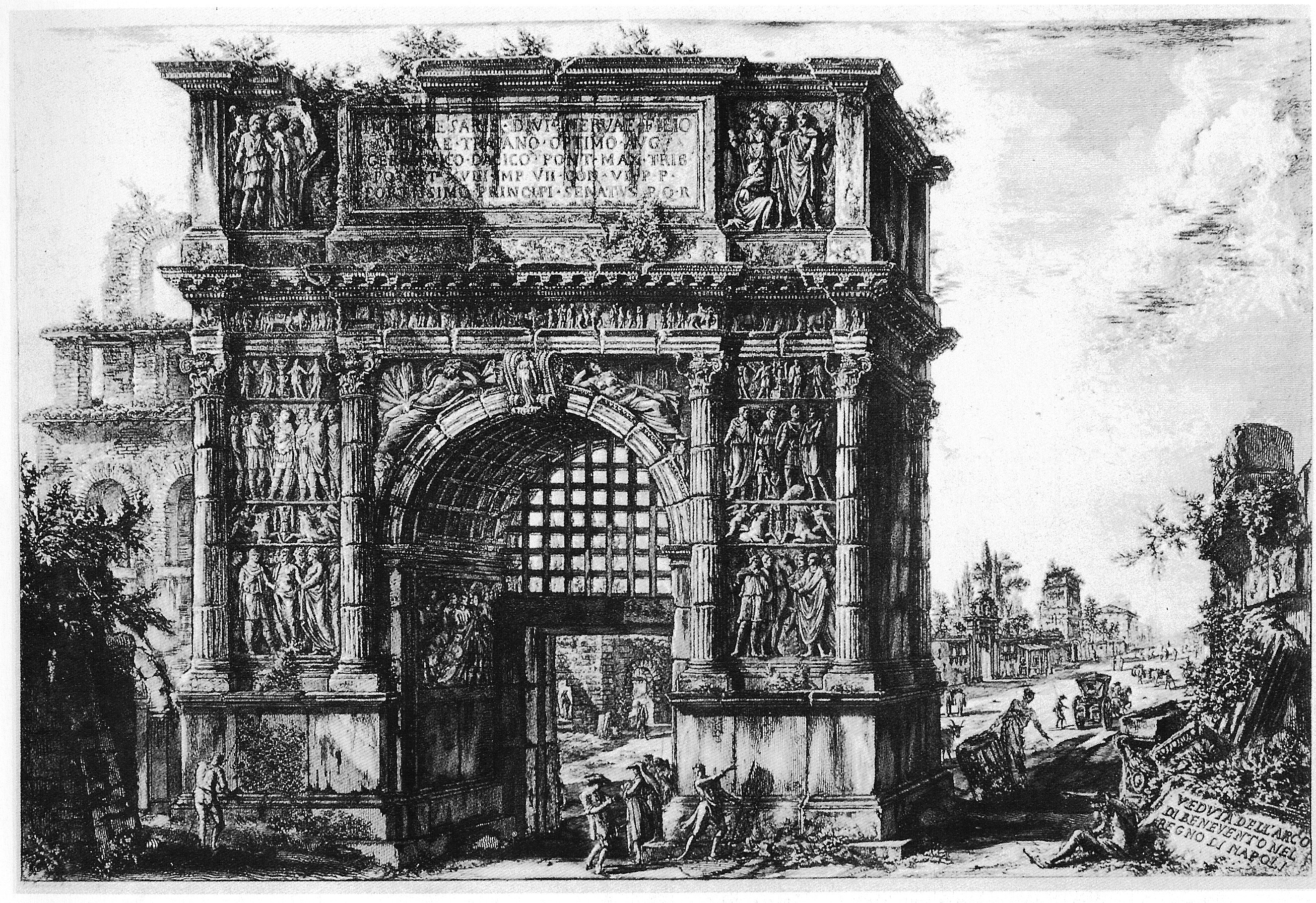
Gravure de Giovanni Battista Piranesi représentant l'Arc de Trajan à Benevento

## Naples

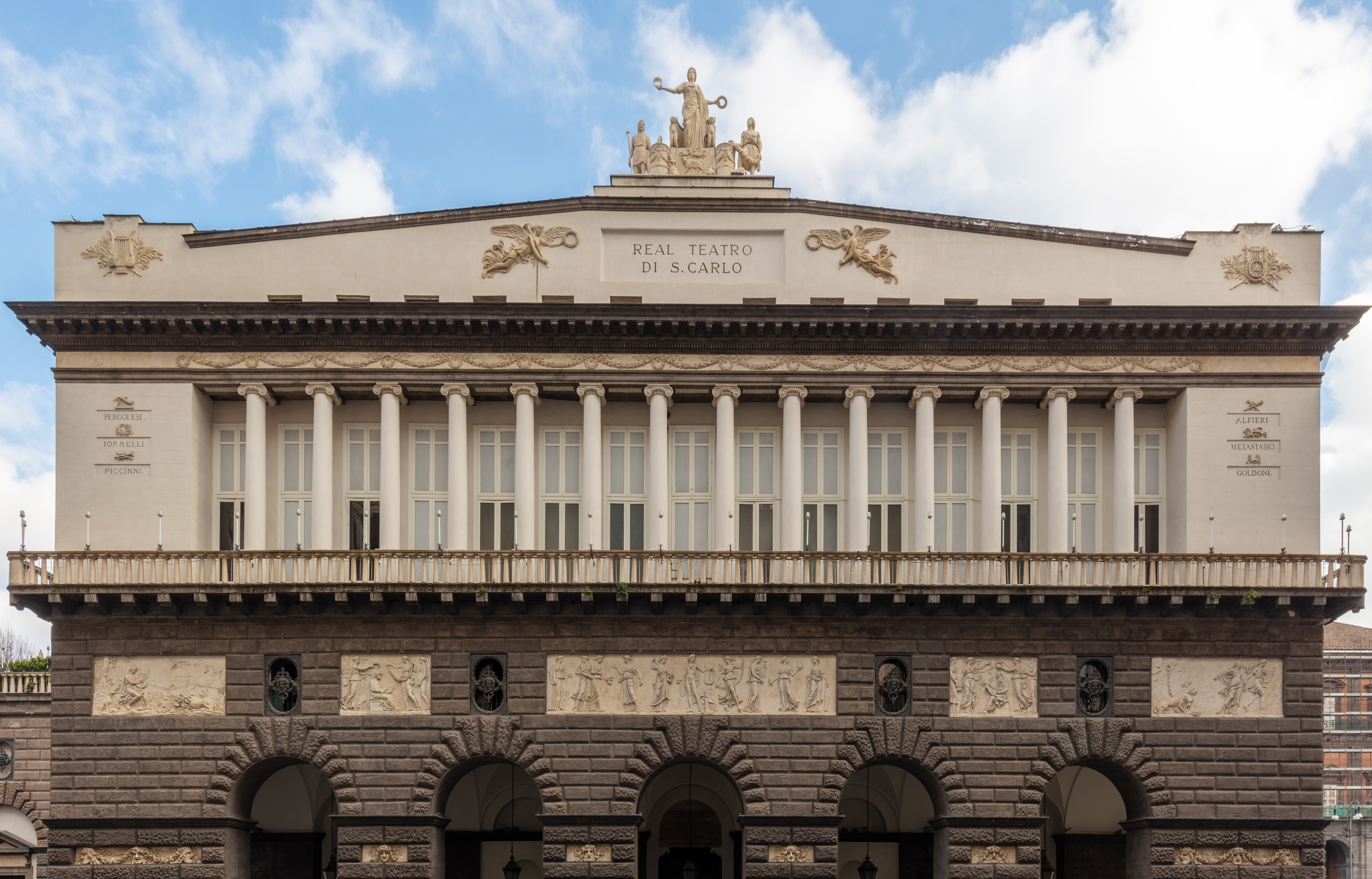
Teatro San Carlo, Naples

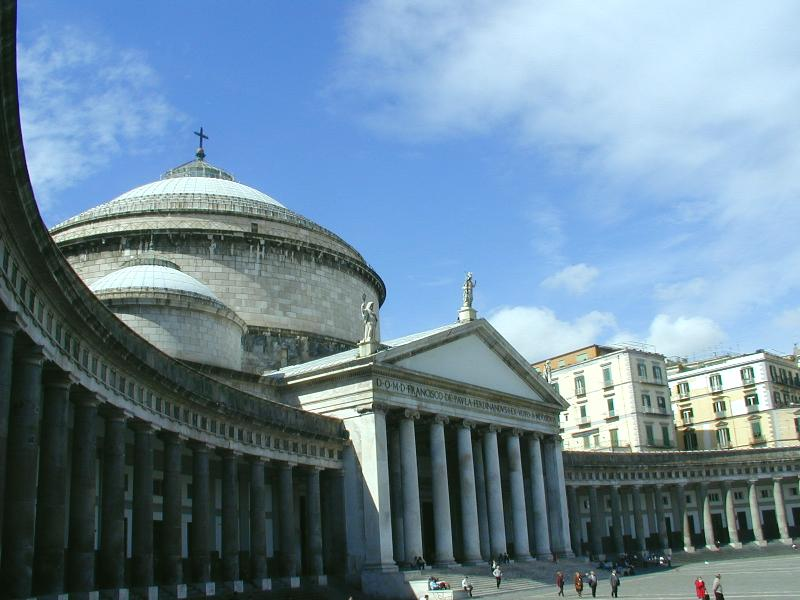
Basilique San Francesco di Paola

À Naples les éléments de rupture avec la tradition baroque, déjà en partie visibles à divers endroits de la monolithique Reggia di Caserta de Luigi Vanvitelli, se trouvent dans la production architecturale réalisée durant la décennie française (1806-1815) et plus particulièrement dans deux ouvrages importants : la façade du Teatro San Carlo et la basilique San Francesco di Paola, enserrée dans l'hémicycle de la Piazza del Plebiscito
La première, commencée en 1810 par le Toscan Antonio Niccolini, est strictement française et florentine, avec une légère colonnade ionique ouverte au-dessus d'un haut soubassement en portique accoté au Palazzo Reale. Niccolini fut notablement influencé par le point de vue de la villa di Poggio Imperiale de Florence, projetée en bonne partie par Pasquale Poccianti (it) quelques années auparavant. Durant les années suivantes, l'activité de Niccolini fut intense : il dessina le complexe de la Villa Floridiana au Vomero, à l'intérieur duquel il construisit la villa Lucia, imagina la nouvelle façade du Palazzo Partanna sur la piazza dei Martiri et se consacra à de nombreux autres projets, non exécutés, pour la rénovation du Palazzo Reale au jardin à l'anglaise à la vive sensibilité.
L'église San Francesco di Paola, de Pietro Bianchi, se place parmi les plus importantes œuvres d'architecture sacrée de la période, au point d'être considérée par la critique comme « la plus riche et la plus raffinée des nouvelles églises italiennes ». Sa construction, liée à l'histoire complexe du royaume de Naples, fut entreprise pour réaliser le foro murattiano, mais en 1817 elle fut convertie en église comme ex voto par Ferdinand pour le retour au pouvoir des Bourbons de Naples. Son architecte, après un concours qui impliqua les principaux artistes de l'époque, réalisa un temple fortement inspiré du Panthéon de Rome, différent seulement par les proportions et la présence de deux coupoles secondaires.
Autres personnages remarquables de l'architecture néoclassique de la première moitié du XIXe furent Stefano Gasse (it), engagé dans les nombreux ouvrages publics durant la période française et durant la Restauration (Observatoire astronomique de Capodimonte, palais San Giacomo) et Gaetano Genovese (travaux à la Reggia vanvitellienne).

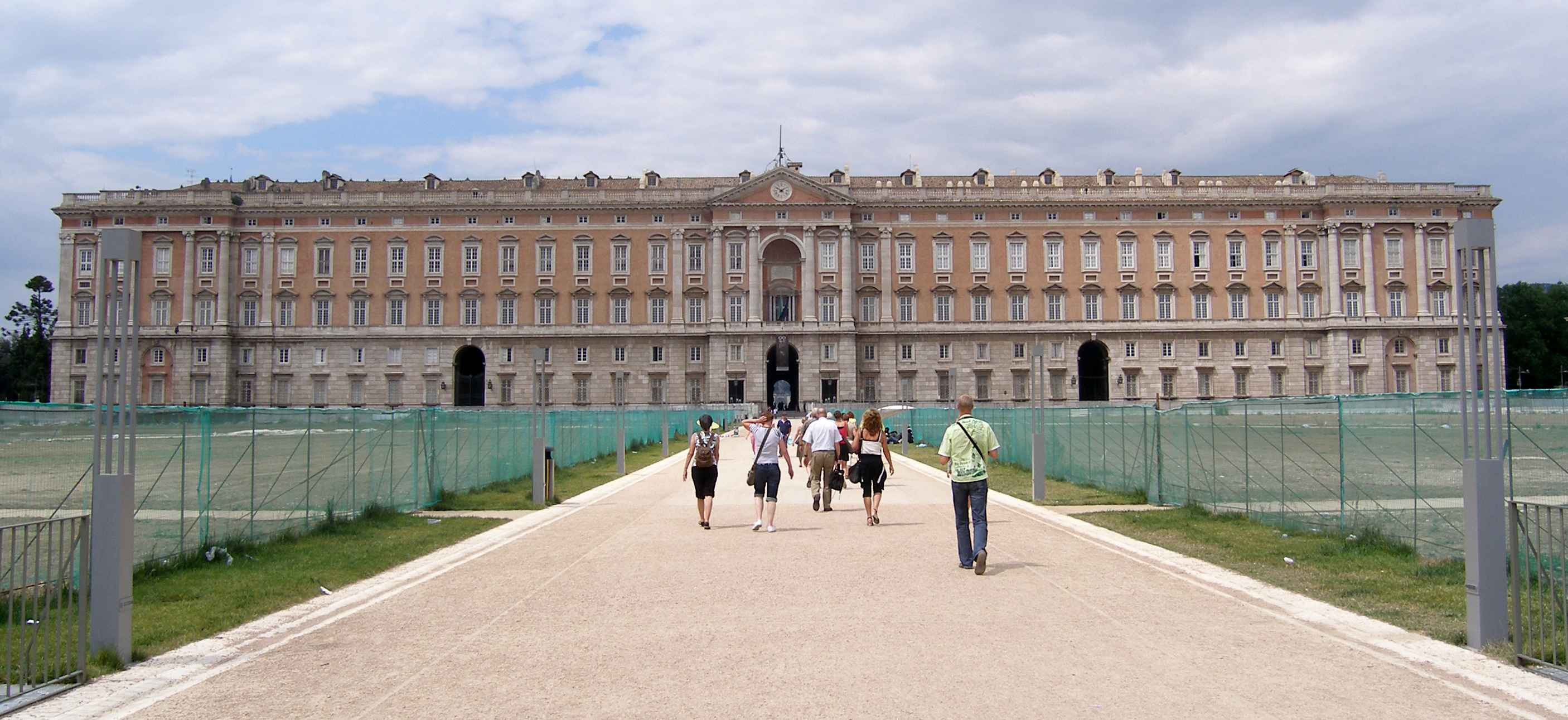
Le baroque tardif de la Reggia di Caserta, annonciateur du néo-classicisme
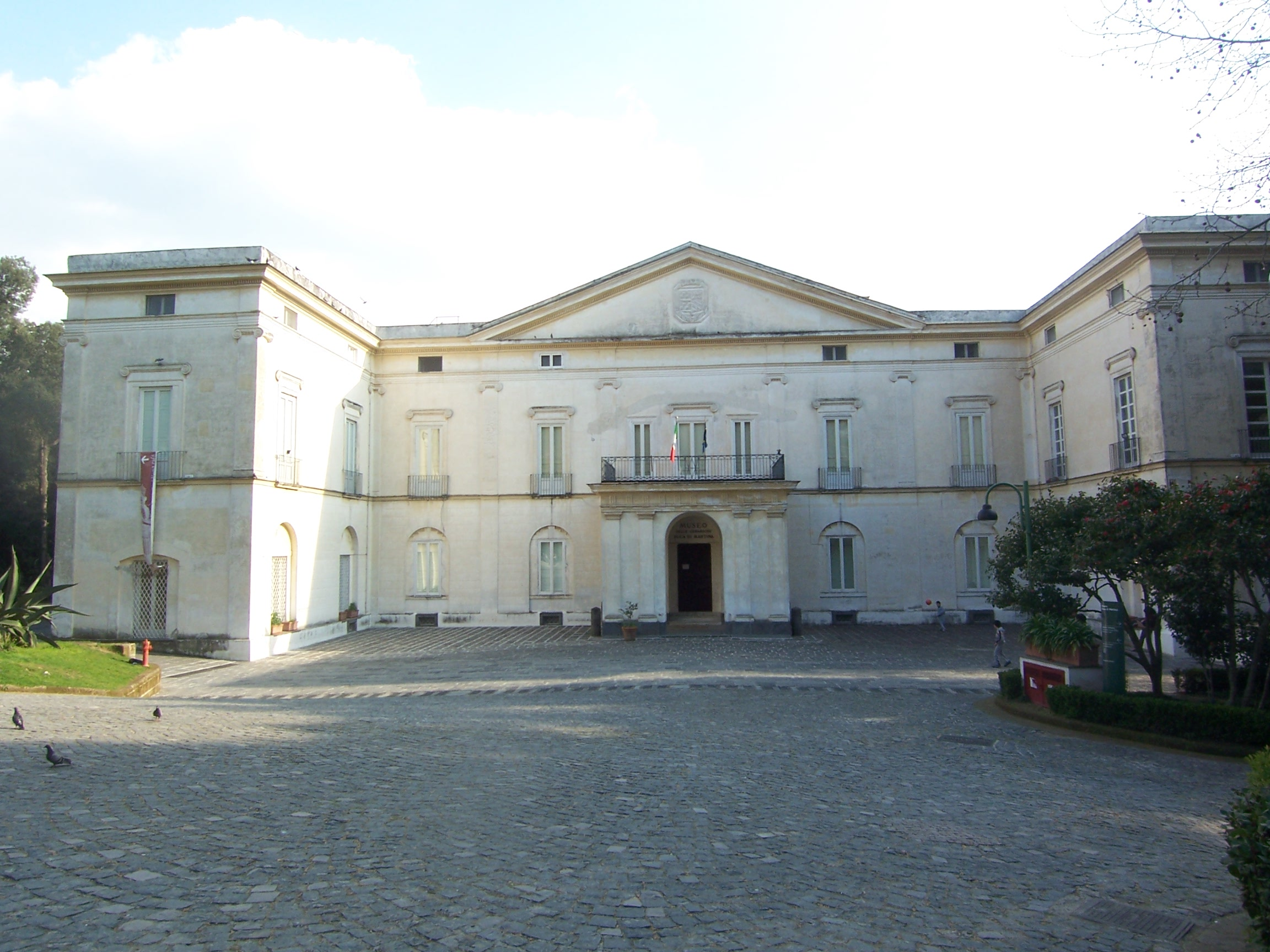
La Villa Floridiana dans le Vomero
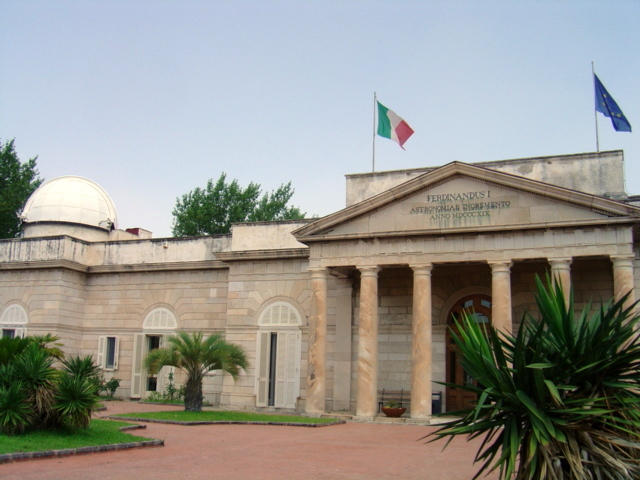
Façade de l'Observatoire astronomique de Capodimonte

## Vénétie

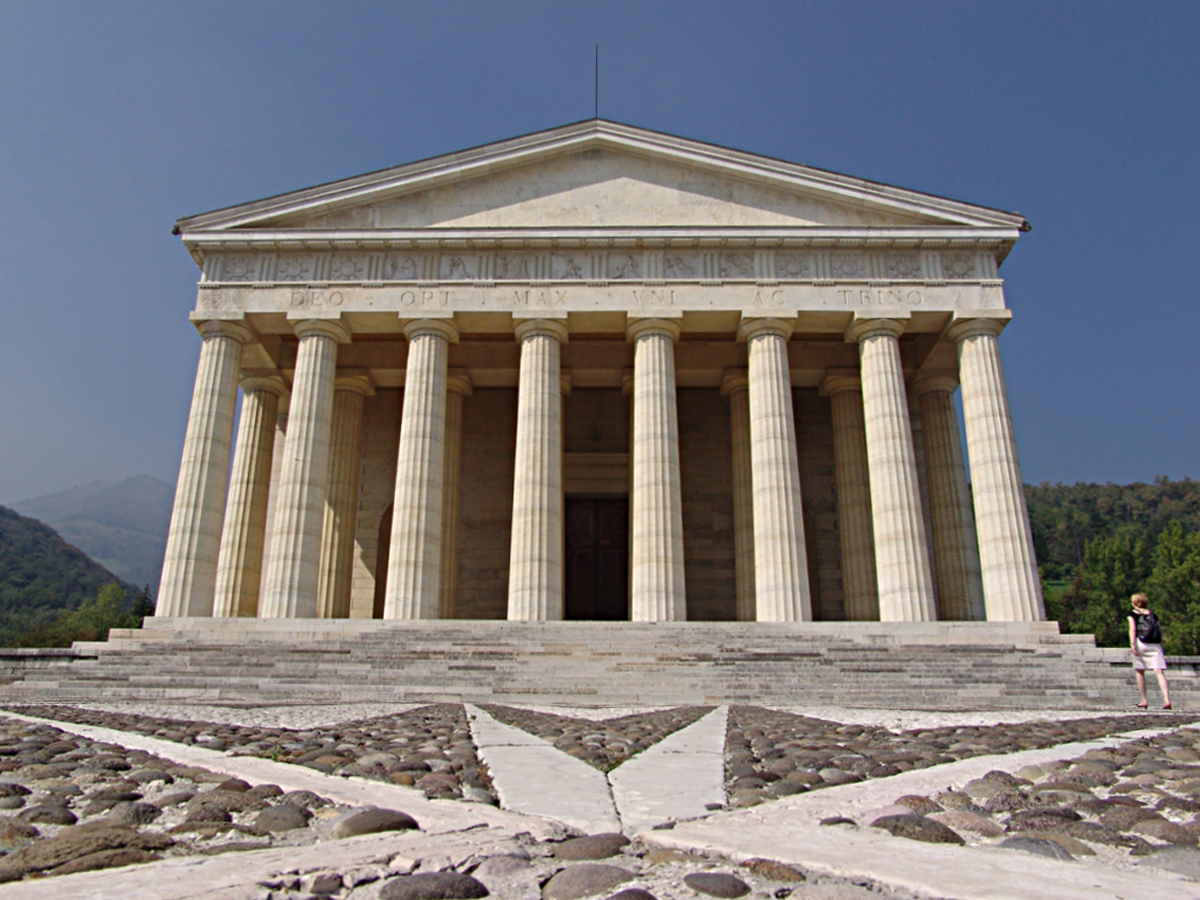
, Possagno

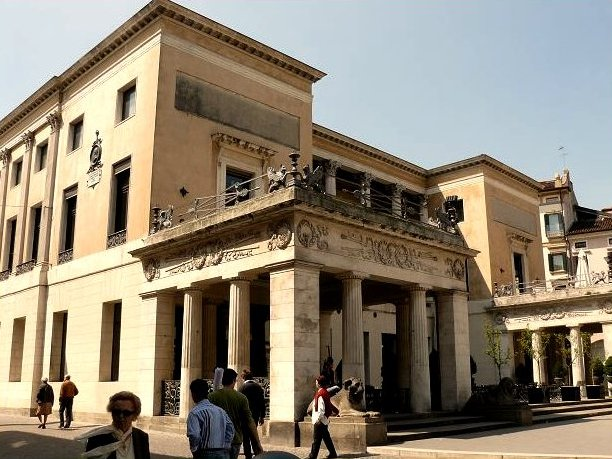
Atrium du Caffè Pedrocchi, Padoue

Ce fut précisément en Vénétie et en particulier à Venise que commença à se dessiner un autre goût architectural, plus proche des nouvelles tendances européennes. Une certaine cohérence se rencontre déjà à partir du portique de l'église San Nicolò da Tolentino (1706-1714) d'Andrea Tirali (it), qui fut suivie par les églises San Simeone Piccolo de Giovanni Antonio Scalfarotto (it), maître de Giovanni Battista Piranesi et de La Maddalena (1780) de Tommaso Temanza. Dans le même temps, Venise eut également un rôle à jouer dans l'élaboration théorique des principes néoclassiques avec la présence de Carlo Lodoli et Francesco Algarotti, défenseurs des idées fonctionnalistes et antibaroques.
Toutefois, le principal artisan de ce renouveau fut Gian Antonio Selva avec le projet pour le Teatro La Fenice de Venise (1790-1792), remanié puis reconstruit après l'incendie dévastateur de 1996. Lui sont également attribués, bien que de manière incertaine, le Tempio Canoviano (it) à Possagno (1819-1833), fusion parfaite entre le modèle du Parthénon et celui du Panthéon.
Après l'intervalle napoléonien, qui ne produit aucun résultat intéressant, s'imposa Giuseppe Jappelli (1785-1852) ; élève de Selva, il doit sa réputation au Caffè Pedrocchi et au Pedrocchino de Padoue, édifice éclectique dans lequel se retrouvent des formes néogothiques. Il travailla dans de nombreuses villas vénètes, faisant preuve d'un style résolu et habile, digne du néo-classicisme international.

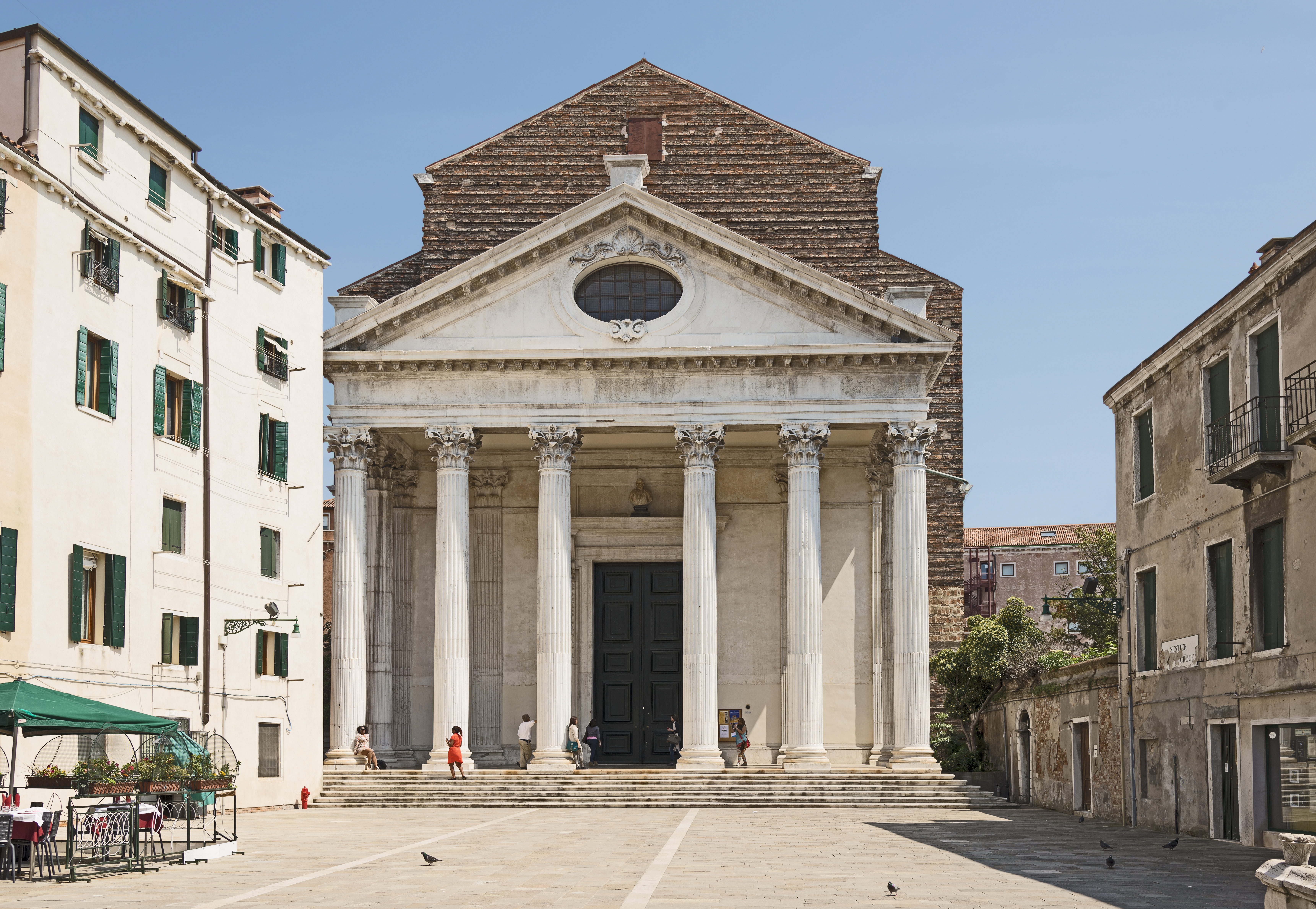
Portique de San Nicolò da Tolentino, Venise
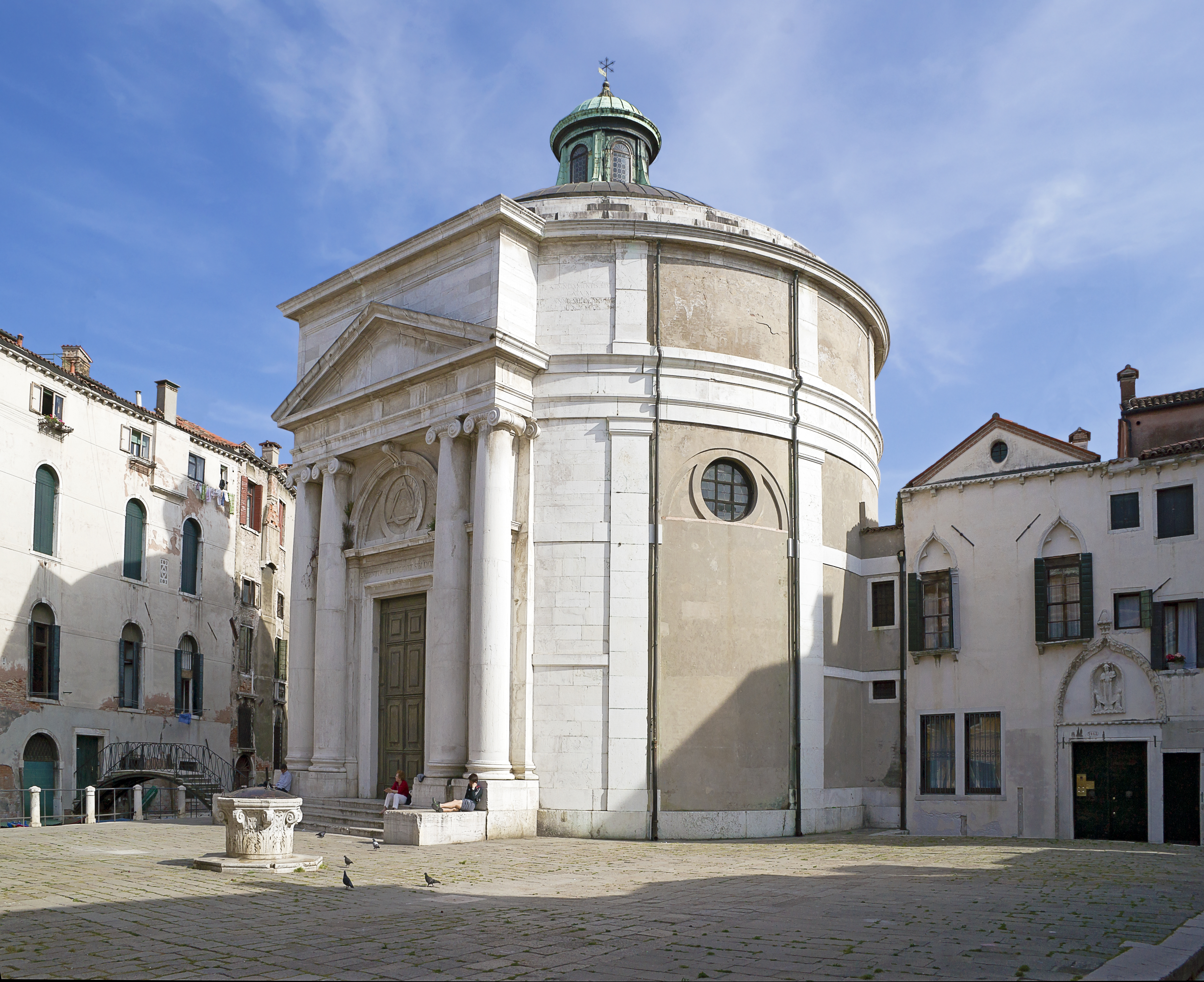
Église de La Maddalena, Venise

## Rome

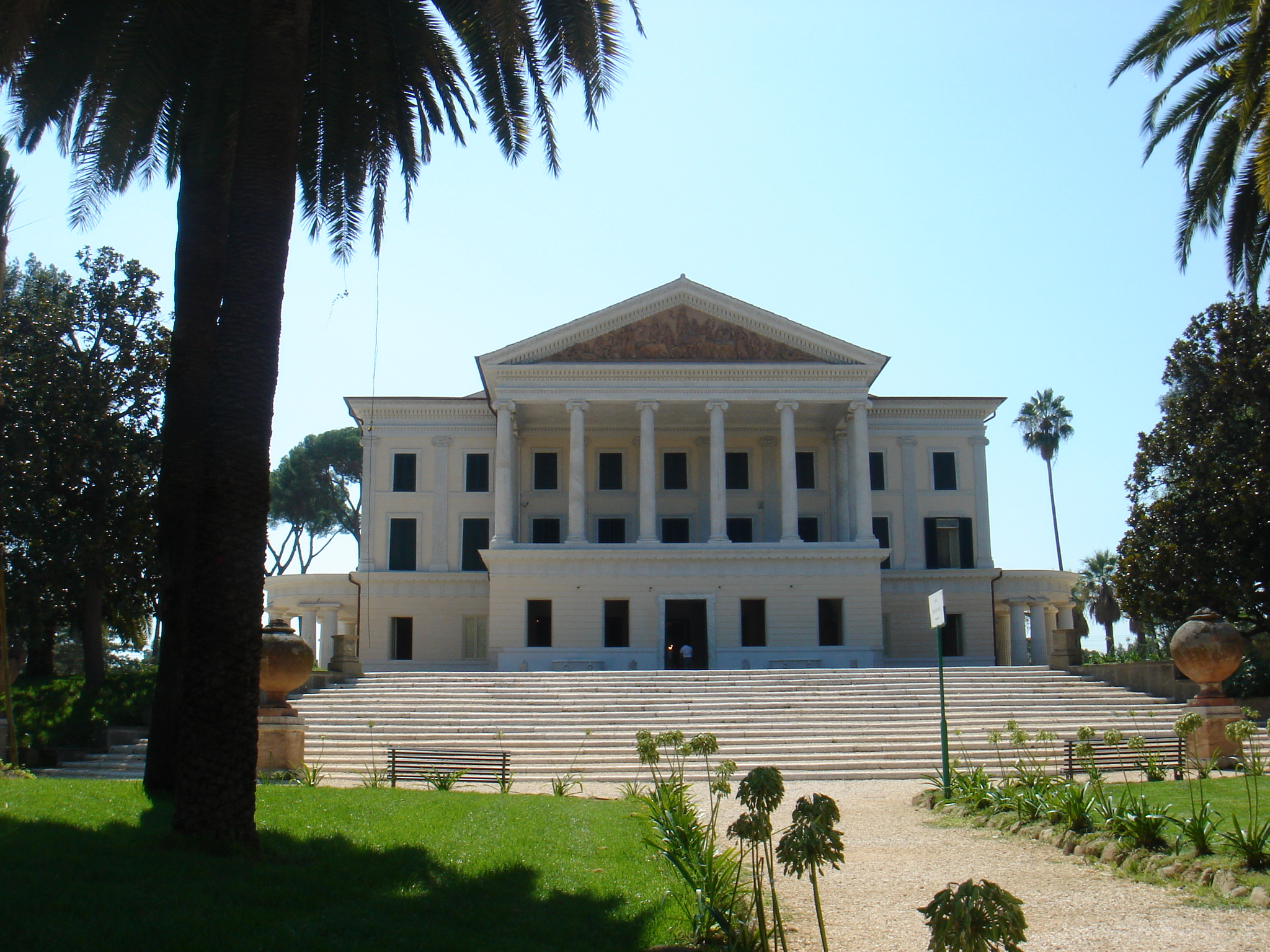
Villa Torlonia, Rome

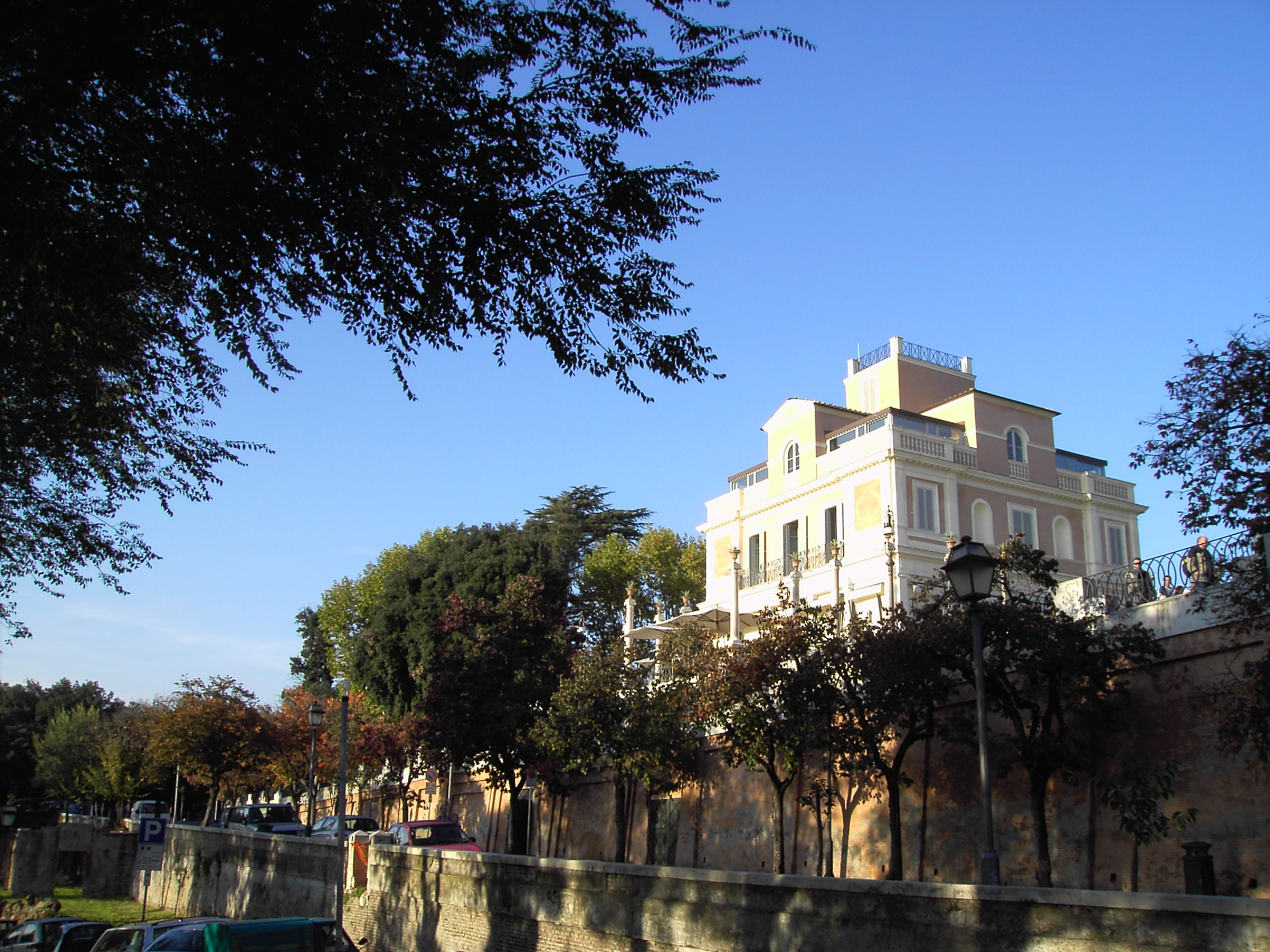
La Casina Valadier sur le Pincio

Le néo-classicisme ne parvint à Rome qu'avec le début des transformations des Musées du Vatican ordonnées par Giovanni Battista Visconti, commissaire des musées et surintendant aux antiquités, qui avait succédé à Johann Joachim Winckelmann après 1768. Sur le projet de Michelangelo Simonetti (it) et Pietro Camporese (it) furent ajoutées d'imposantes salles comme celle des Muses cependant qu'entre 1817 et 1822, Raffaele Stern (it) réalisait le Braccio Nuovo (l'aile nouvelle). L'ensemble constitue une séquence d'espaces divers, chacun caractérisé par une insolite propriété archéologique qui se révélera difficilement adaptée à des œuvres mineures.
L'arrivée des Français coïncide avec le succès de Giuseppe Valadier, auteur de la restauration du Colisée et de l'Arc de Titus, mais aussi de la Villa Torlonia, du célèbre Caffè du Pincio (connu comme la Casina Valadier), de la façade de San Rocco et de l'aménagement de la Piazza del Popolo. Cette dernière en particulier est un chef-d'œuvre du néo-classicisme italien. Jusqu'alors, la célèbre place apparaissait comme un espace chaotique, dominé par les églises de Carlo Rainaldi et délimité sur un côté par la Porta del Popolo. L'intervention de Valadier, qui fit suite à un premier aménagement par les Français, donna à la place une forme elliptique, avec l'insertion de deux murailles monumentales sur le côté des églises jumelles de Rainaldi. De ce fait, avec la réalisation de la Piazza del Popolo, le néo-classicisme n'apparaît pas comme l'élément dominant, mais contribue à la parfaite coexistence entre les différentes émergences architecturales.
Dans les années qui suivirent la réunification, le néo-classicisme ne produisit aucune réalisation significative mis à part la réalisation du Vittoriano, terminé en 1911 pour la célébration des 50 ans de l'unité italienne.

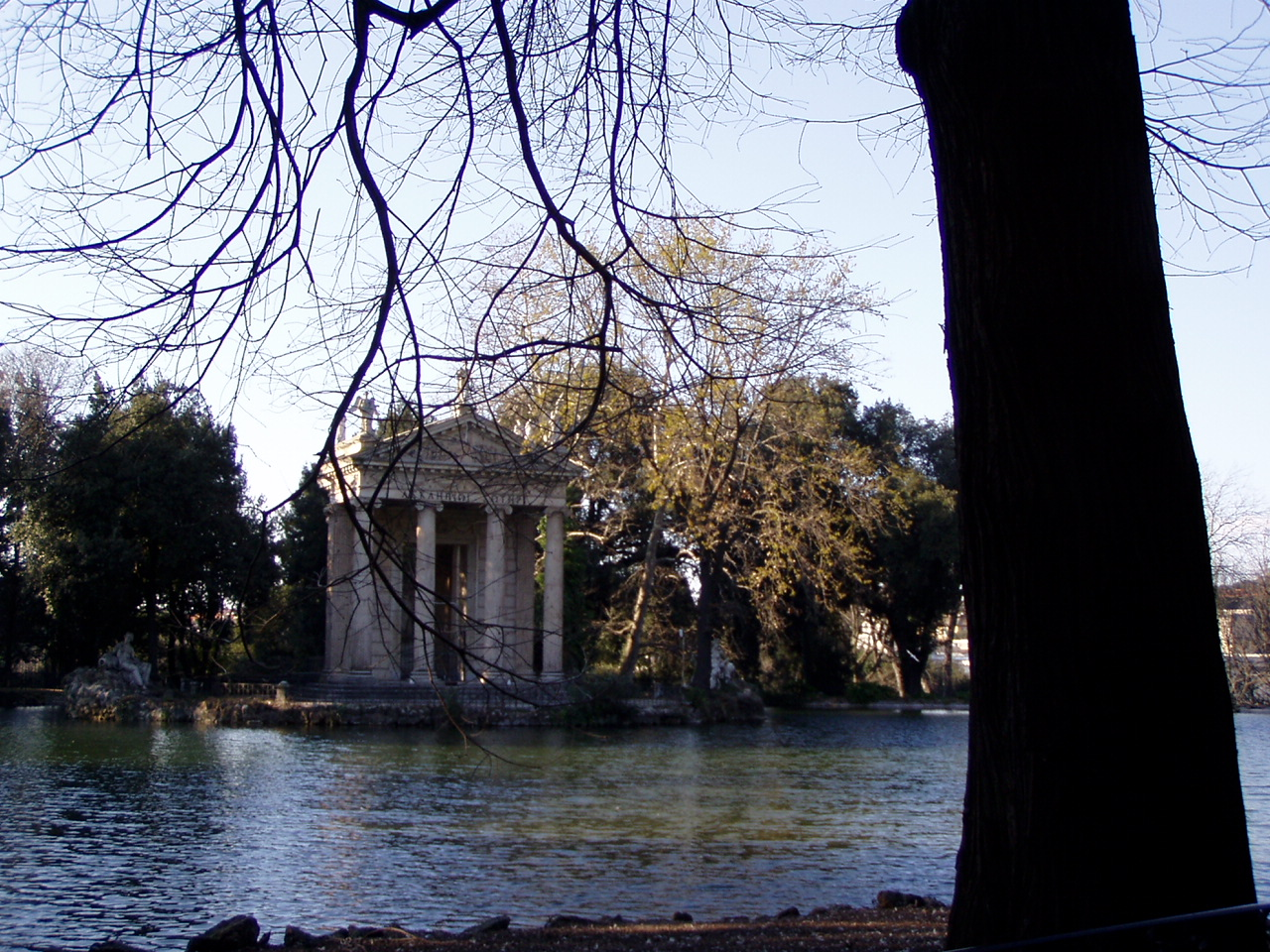
Tempietto d'Esculape (1786), Villa Borghese
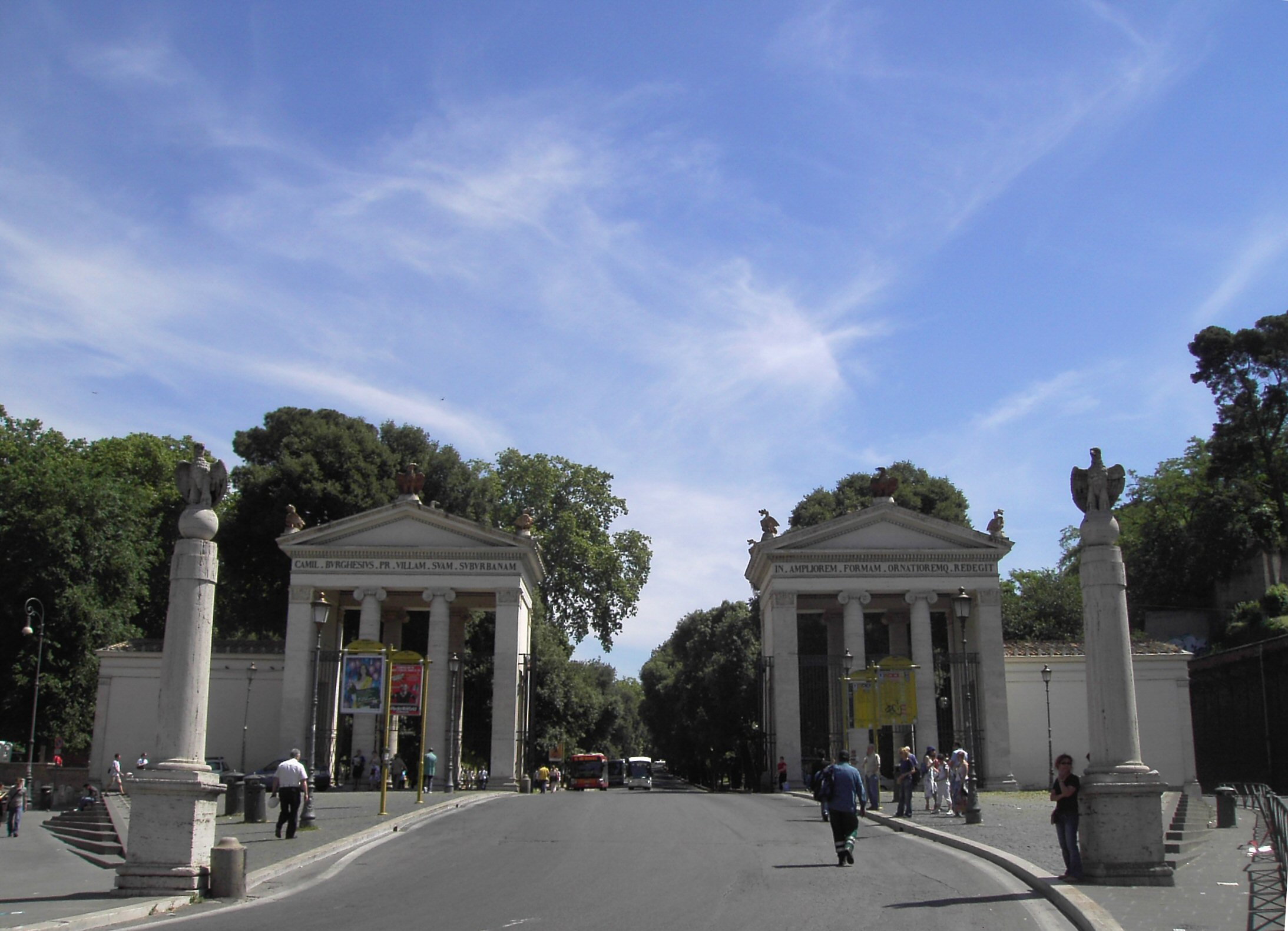
Propylées de Luigi Canina (1827), Villa Borghese
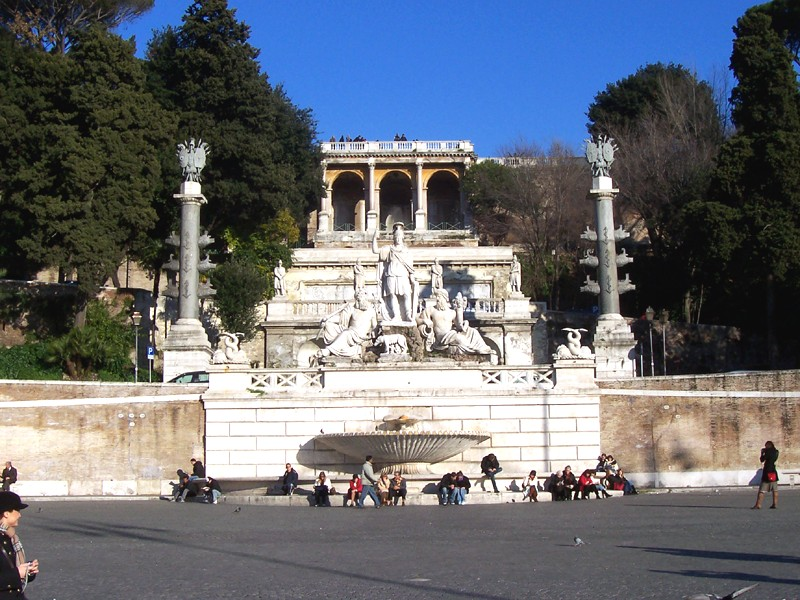
Éléments néoclassiques de la muraille monumentale, Piazza del Popolo
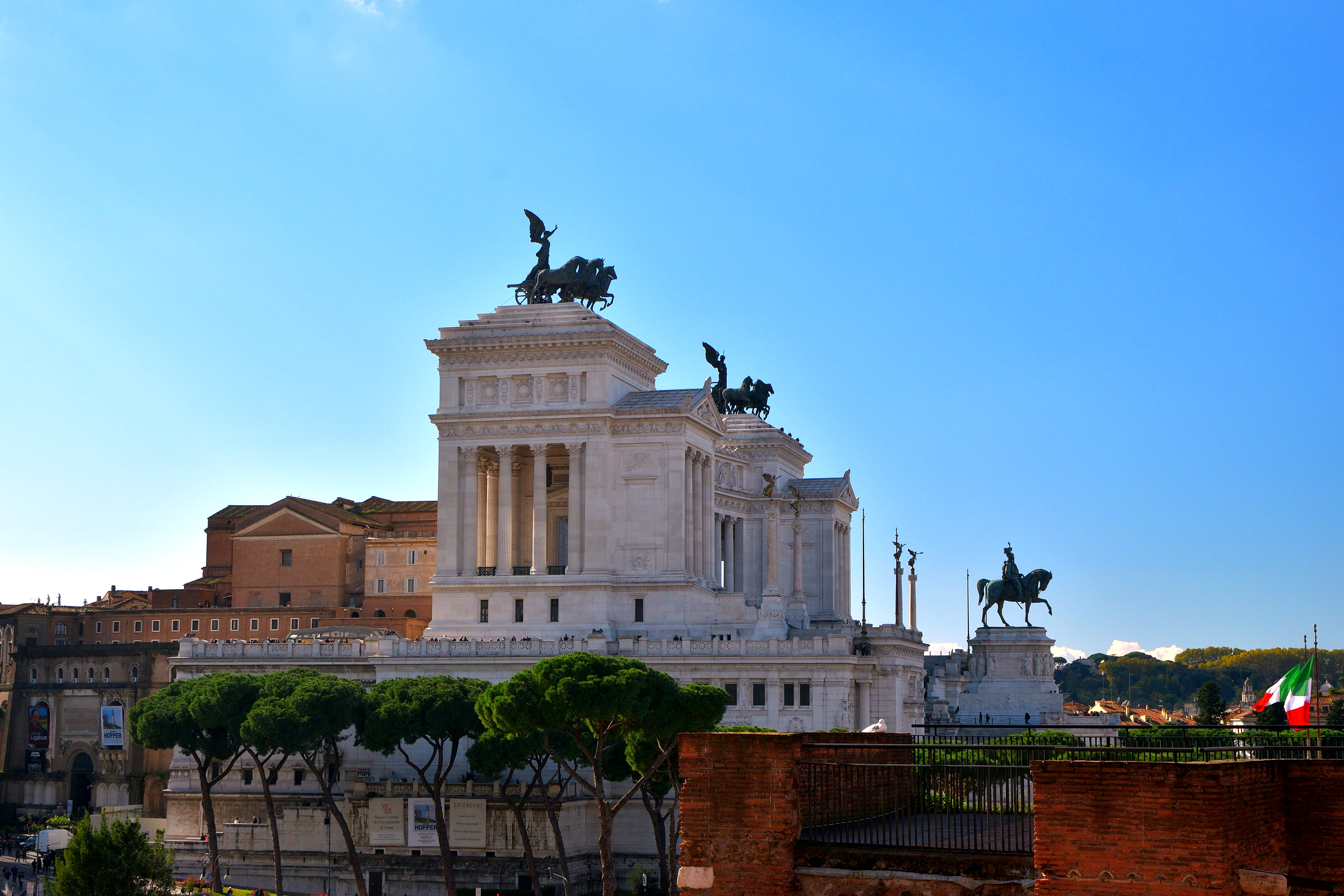
Le Vittoriano, monument national à Victor-Emmanuel II,

## Sicile

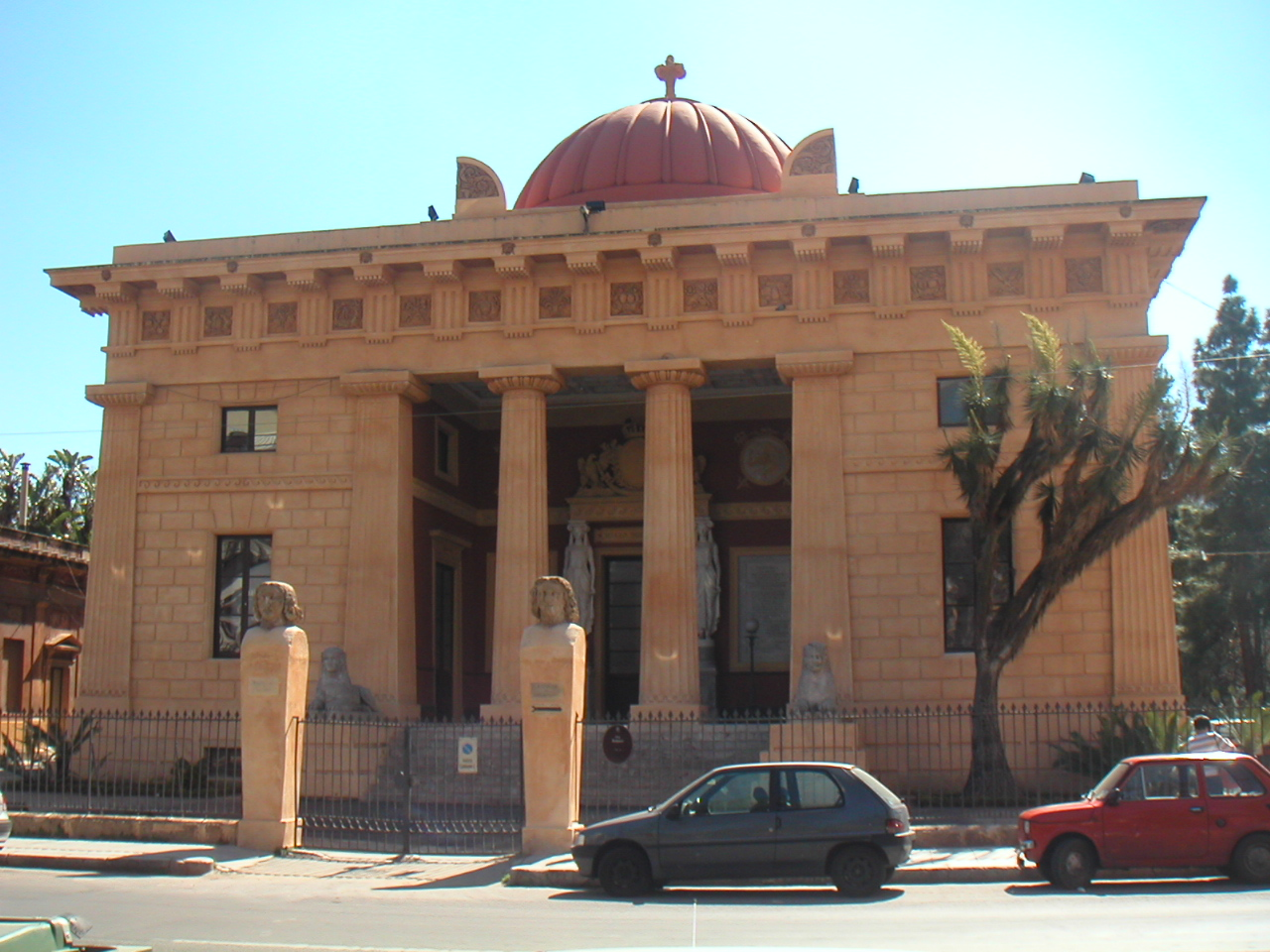
Jardin botanique de Palerme

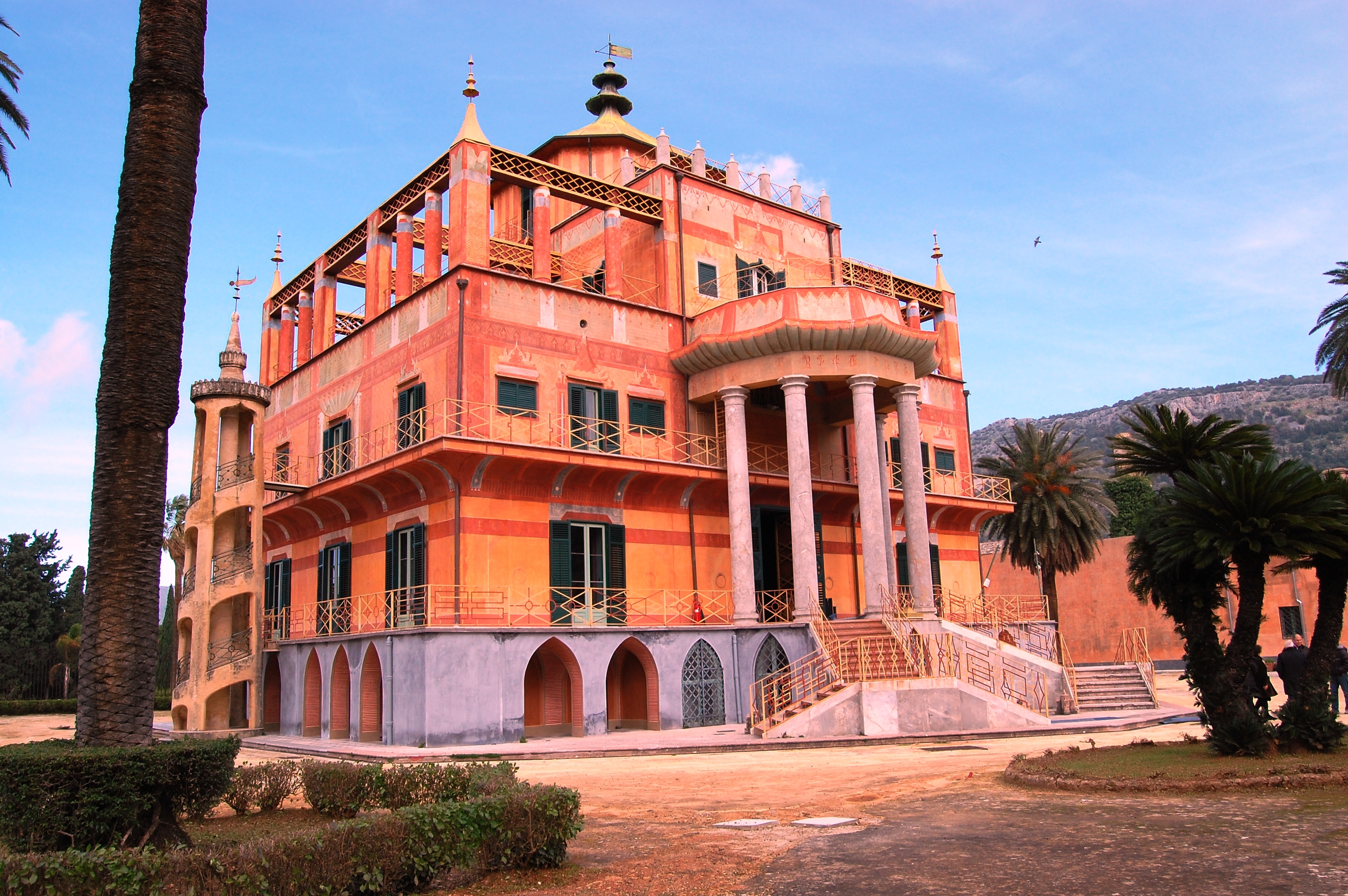
Palazzina Cinese

Tout en s'en distinguant, l'activité sicilienne est liée à celle de Naples. On considère généralement qu'en Sicile l'affranchissement du fastueux baroque local se produit avec la présence du français Léon Dufourny, spécialiste des temples antiques présents dans la région, qui, à partir de 1789 élabora le projet de l'édifice principal du nouveau Jardin botanique de Palerme, avec un pronaos de style dorique. Toutefois, en 1750, la façade principale du Palazzo Isnello, œuvre d'un architecte inconnu, était achevée, qui présentait déjà des éléments stylistiques précurseurs du néo-classicisme de la région.
Par la suite, l'architecture palermitaine s'orienta vers le néo-classicisme grâce à l'œuvre d'un élève de Vanvitelli, Giuseppe Venanzio Marvuglia, qui réalisa de nombreuses constructions appartenant au style nouveau. Entre 1799 et 1802, Marvuglia édifia également la palazzina Cinese. Dans cette curieuse construction coexistent des éléments classiques et d'autres, inspirés de l'architecture orientale, manifestant la vocation éclectique du néo-classicisme sicilien, pendant que dans le jardin se trouve encore une fontaine ayant la forme d'une grande colonne dorique surmontée de la représentation d'un Hercule.
La Sicile contribua en outre indirectement au succès du néo-classicisme grâce à la présence de nombreux témoignages de l'art grec pour l'étude desquels séjournèrent sur l'île une multitude d'artistes qui furent les protagonistes du débat architectonique qui se tint entre la fin du XVIIIe et le début du XIXe siècle comme Karl Friedrich Schinkel (en 1804), Jacques Hittorff, Leo von Klenze, Théodore Labrouste, et d'autres.
Beaucoup plus tardive et plutôt inscriptible à l'éclectisme du XIXe, la construction du Teatro Massimo de Palerme (1875-1897), sur un projet de Giovan Battista Filippo Basile (it) et de son fils Ernesto, s'enrichit d'un imposant appareil décoratif en antithèse au strict fonctionnalisme imposé au début du siècle par Jean-Nicolas-Louis Durand.

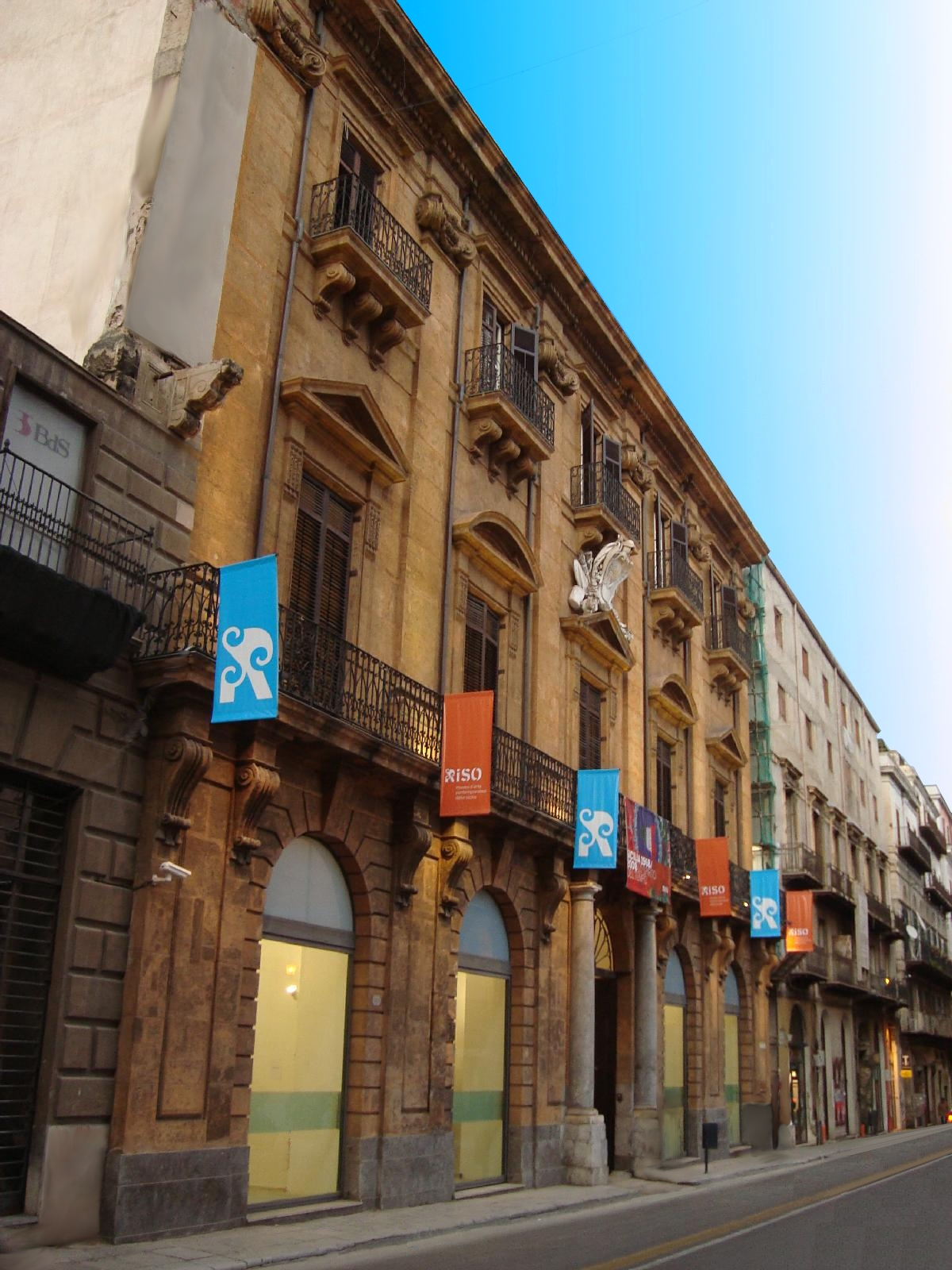
Le Palazzo Rizzo, illustration du passage du baroque sicilien au néo-classicisme
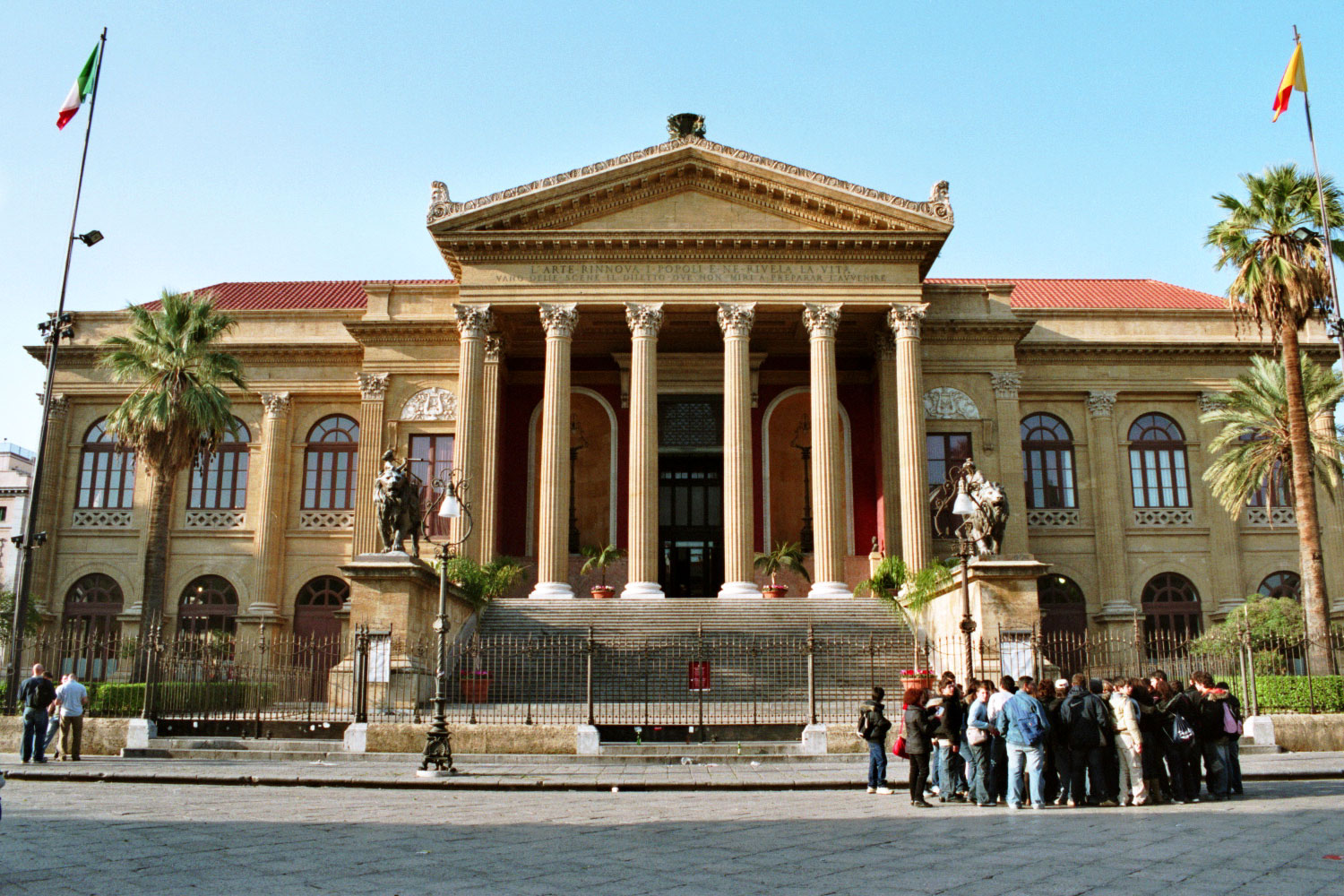
Teatro Massimo de Palerme

## Toscane

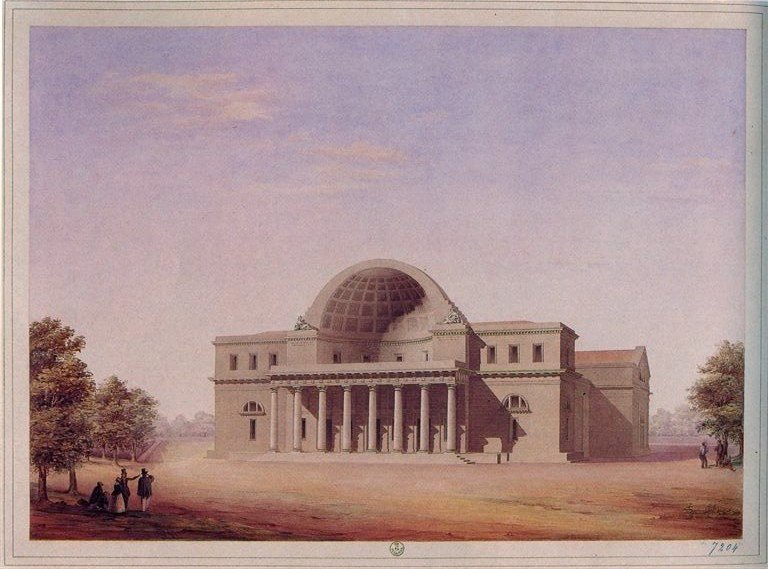
Le Cisternone de Livourne

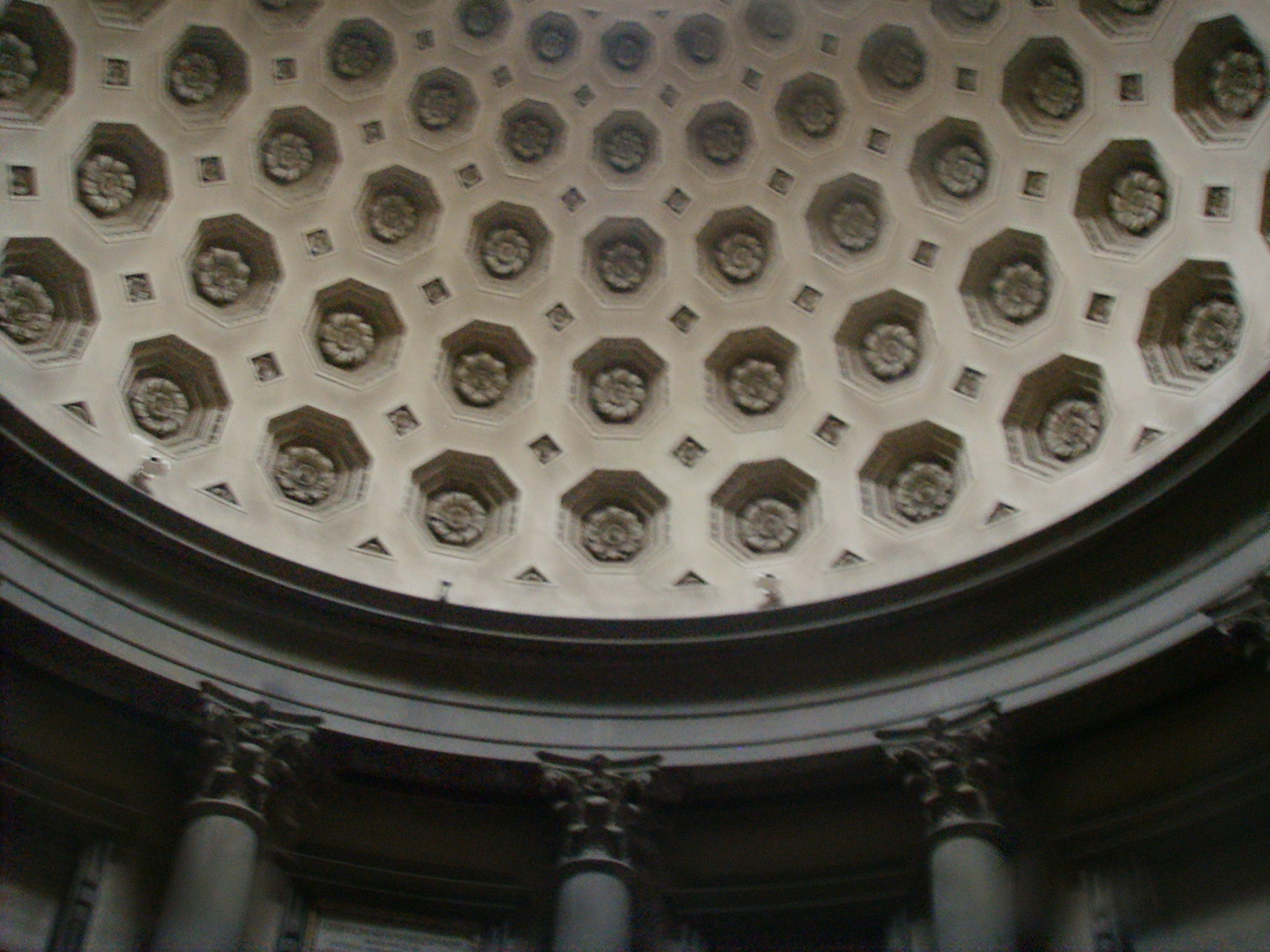
Coupole de la Tribuna d'Elci de la Bibliothèque Laurentienne à Florence

En Toscane le climat est particulièrement intéressant. Sous Léopold II et dans les premières décennies de la domination lorraine, commença une approche graduelle des thèmes néoclassiques en opposition avec la mode du baroque tardif. Les principaux représentants de ce renouveau, essentiellement appliqué aux œuvres d'utilité publique, furent Gaspare Paoletti, Giuseppe Manetti (it), Giuseppe Salvetti (it), Grato (it) et Giocondo Albertolli, Bernardo Fallani (it), Giuseppe Valentini (it) et Giovan Battista Ciardi.
Avec la Restauration, les modèles classiques furent filtrés à travers l'architecture Renaissance, dans ce que la critique a identifié comme le « Classicisme romantique ». Un des architectes les plus significatifs de l'époque fut Pasquale Poccianti (it), élève de Gaspare Paoletti et qui avait, au début de sa carrière, collaboré avec Giuseppe Cacialli (it) pour l'aménagement de la Villa di Poggio Imperiale, à Florence. La réputation de Poccianti est liée surtout à la finition de l'acqueduc leopoldino (it) de Livourne : il réalisa là des œuvres extraordinairement proches de celles de l'architecture de Claude-Nicolas Ledoux, comme le Cisternone (1829-1842), le château d'eau situé en fin de parcours des conduites et caractérisé par une originale semi-coupole à caissons. Il élabora également deux autres réservoirs pour l'aqueduc : le Cisternino de Pian di Rota (it) et le Cisternino di città (it), toujours à Livourne. Il s'agit d'édifices aux volumétries claires et contrastantes, où, à l'influence française, s'ajoute l'évidente connaissance de l'architecture thermale des Romains et de la tradition toscane du XIVe siècle, reconnaissable dans les étroites fenêtres en forme de meurtrières ouvertes le long des massives constructions des réservoirs. Poccianti fut aussi actif à Florence où, aux travaux pour le Palazzo Pitti et pour la Bibliothèque Laurentienne, s'ajoutent les projets (non réalisés) pour la façade de San Lorenzo, imaginée comme une rigoureuse superposition de deux portiques classicisants.

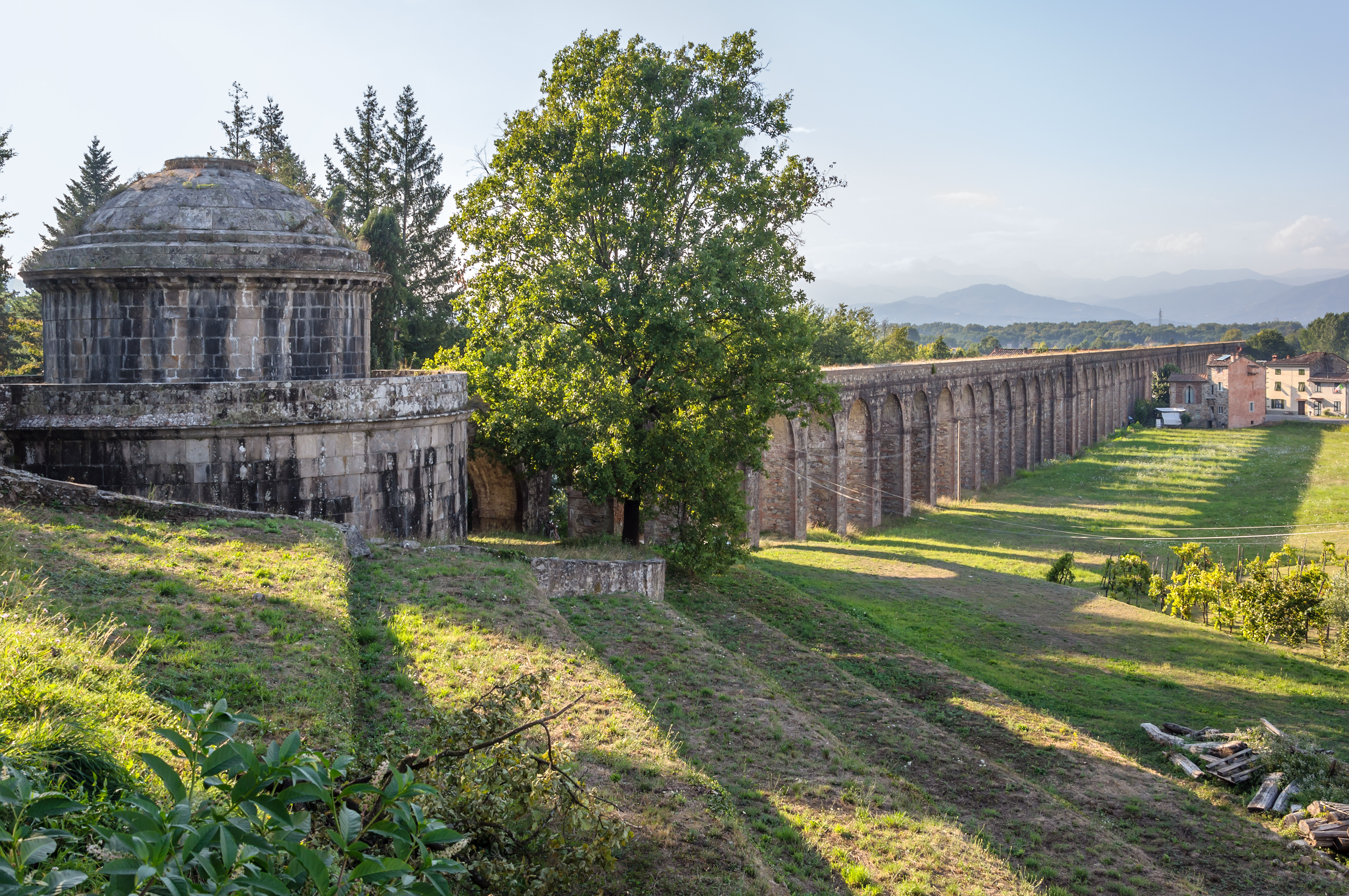
L'aqueduc de Lorenzo Nottolini près de Lucques : le tempietto-citerne de Guamo (1823-1825) et les premières arches.

La Toscane de la première moitié du XIXe siècle présente un paysage architectural très vivace, peut-être à cause des intenses échanges culturels avec l'étranger et la France en particulier, avec nombre de personnages importants : Luigi de Cambray Digny, dont les œuvres subirent l'influence du néo-classicisme français de l'époque napoléonienne ; Lorenzo Nottolini qui, durant les années lors desquelles Poccianti terminait l'aqueduc de Livourne, travailla à l'imposant système d'approvisionnement hydraulique de la ville de Lucques, réalisant un conduit surélevé, parfaitement rectiligne, long de trois kilomètres et soutenu par 400 arcades (L’Aqueduc de Nottolini) ; Alessandro Manetti (it) qui réalisa les Mura Leopoldine (barrière de l'octroi) de Livourne, quelques ponts suspendus et autres ouvrages d'art ; Carlo Reishammer (it), auteur de surprenants projets utilisant la fonte comme l'église San Leopoldo (it) à Follonica et la Porta San Marco (it) à Livourne, dans laquelle on retrouve encore le style de Ledoux ; Agostino Fantastici (it), auteur de nombreuses interventions dans l'architecture civile et religieuse du territoire siennois.

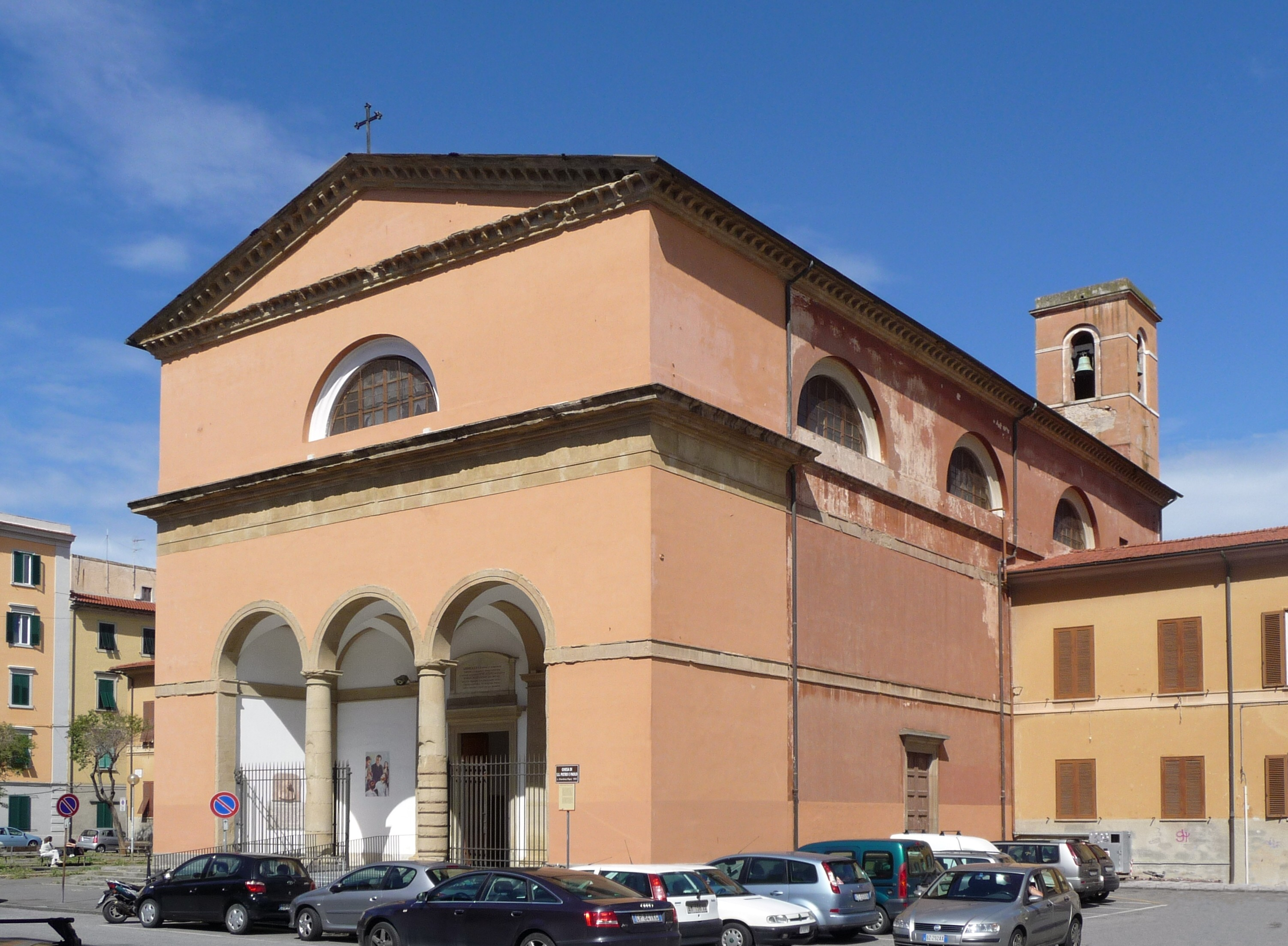
Luigi de Cambray Digny - Église Santi Pietro e Paolo (Livourne)
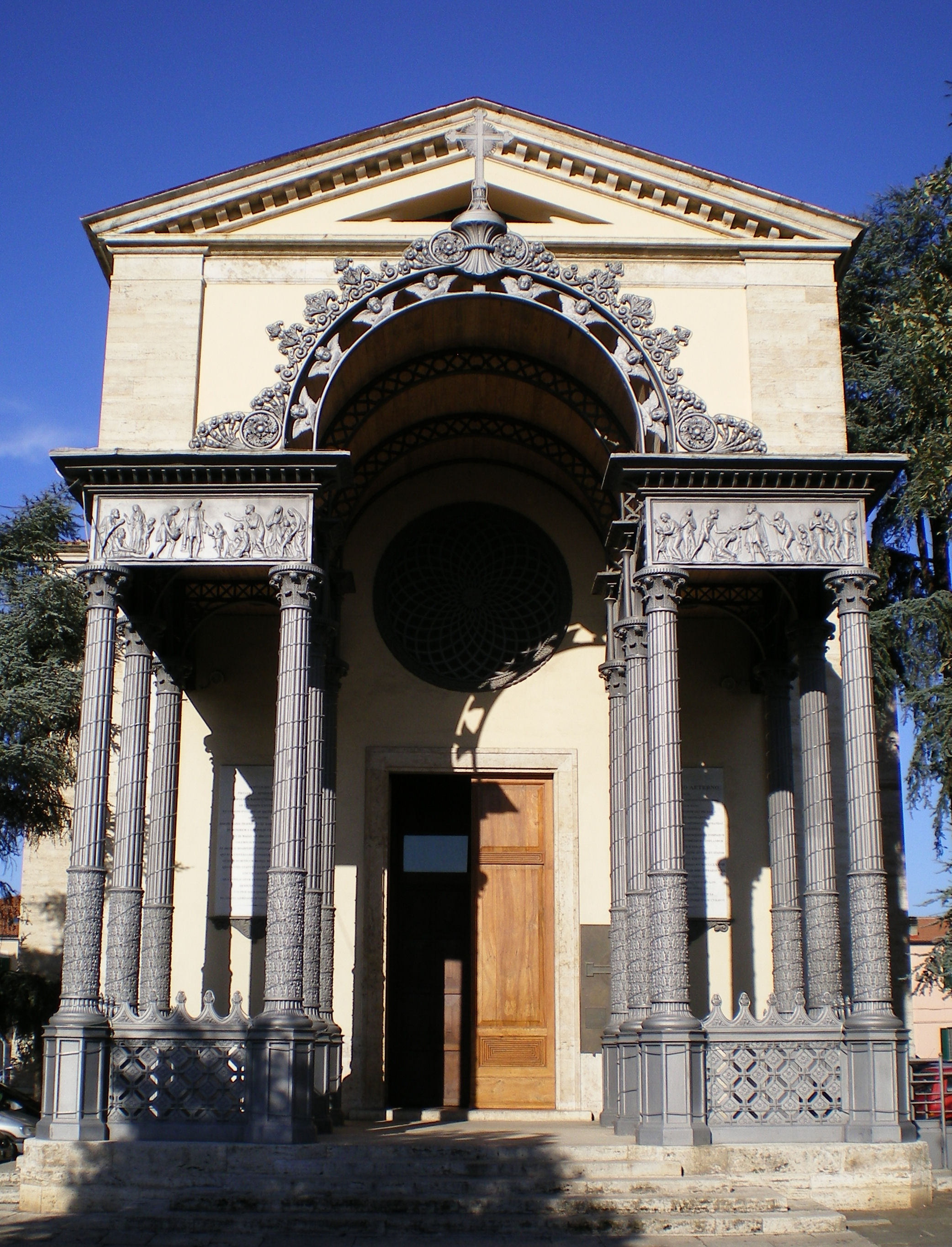
Carlo Reishammer - Église San Leopoldo (Follonica)
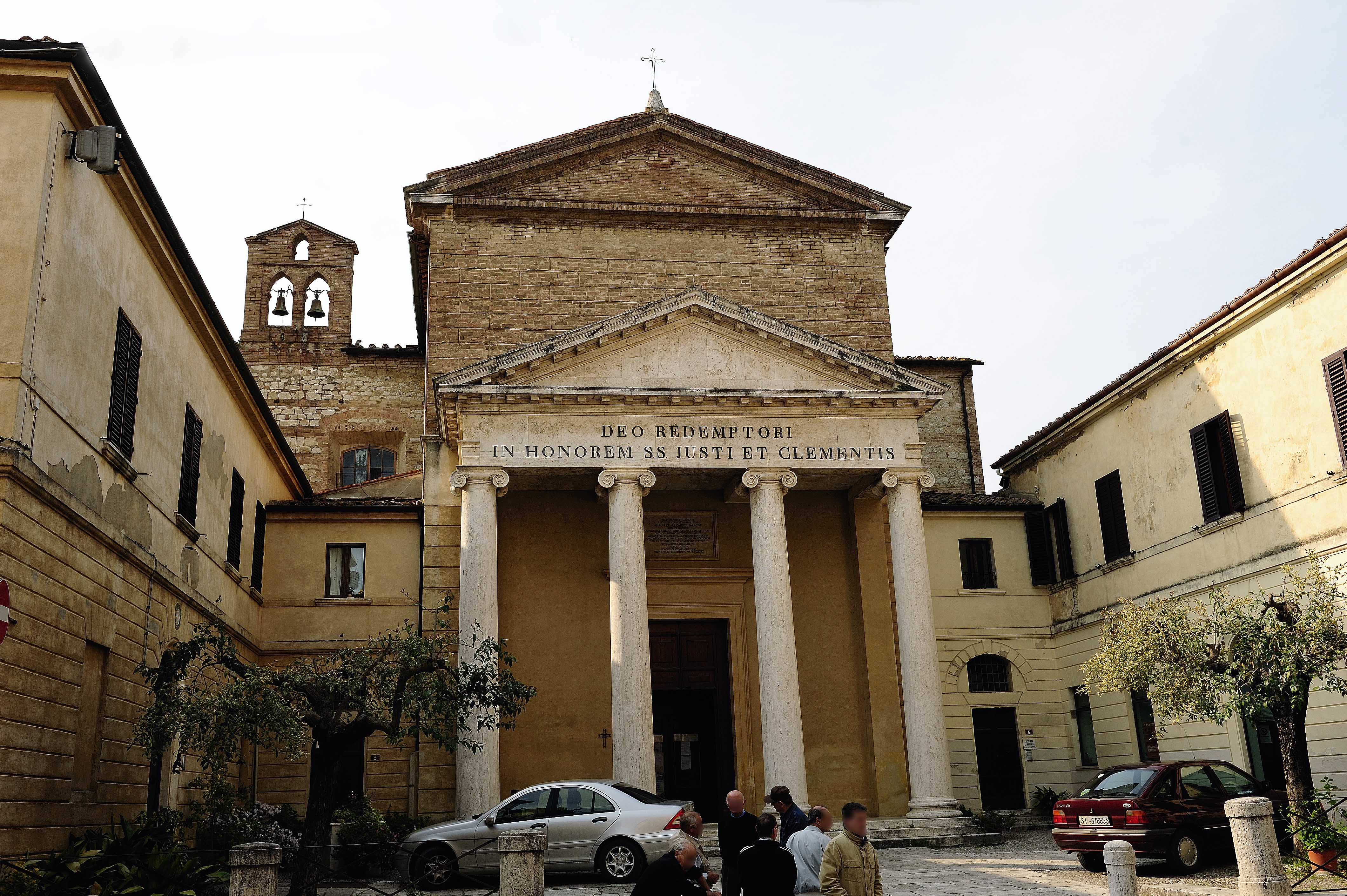
Agostino Fantastici - Église Santi Giusto e Clemente (Castelnuovo Berardenga)

## Trieste

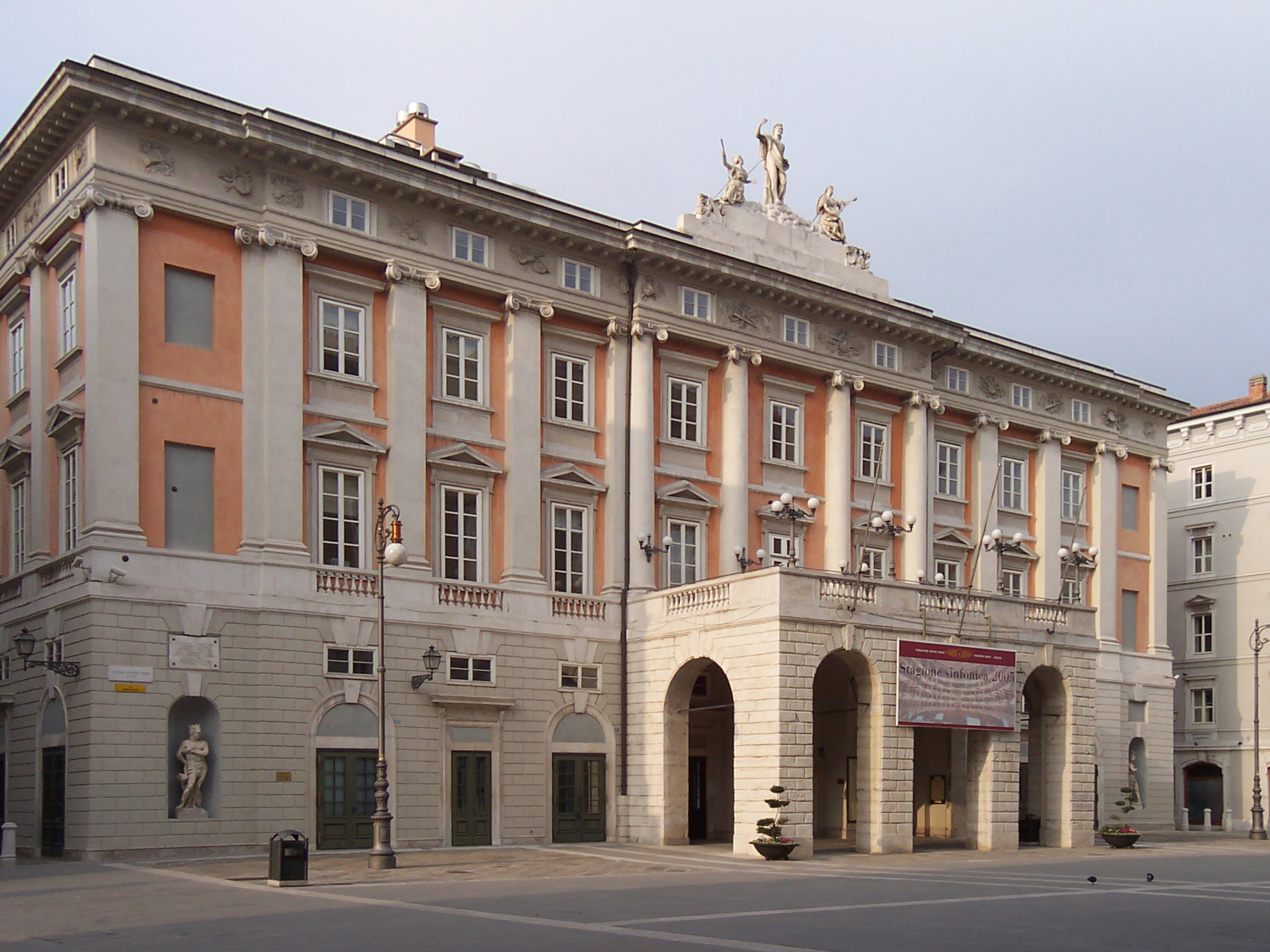
Le Teatro Verdi

L'église Sant'Antonio Taumaturgo.

Trieste elle-même occupe un rôle de premier plan dans le néo-classicisme italien. Comme cité multi-ethnique et port de l'empire austro-hongrois, Trieste tend à se différencier, dans cette période, des autres réalités italiennes majeures. Ses particularités historiques influencent encore de nos jours l'aspect urbanistique de la ville. L'influence germanique se rencontre dans le Teatro Verdi, initié en 1798, œuvre de Matteo Pertsch qui se rapproche des canons du néo-classicisme milanais. De Pertsch également, le Palazzo Carciotti est masqué par un portique hexastyle légèrement saillant soutenant une balustrade monumentale derrière laquelle s'ouvre une coupole hémisphérique.
L'architecture la plus emblématique de la ville est cependant l'église Sant'Antonio Taumaturgo, projetée en 1808 par Pietro Nobile et érigée seulement à partir des années 1820. La configuration du terrain, long et étroit, induisit l'architecte tessinois à proposer des variations sur le thème du Panthéon, dessinant le corps du bâtiment sur un plan rectangulaire avec une coupole centrale. La particularité la plus évidente de l'église est sa position scénographique, à la fin du Canal Grande, tellement spectaculaire qu'elle est devenue le symbole de la cité triestine.

## Lombardie

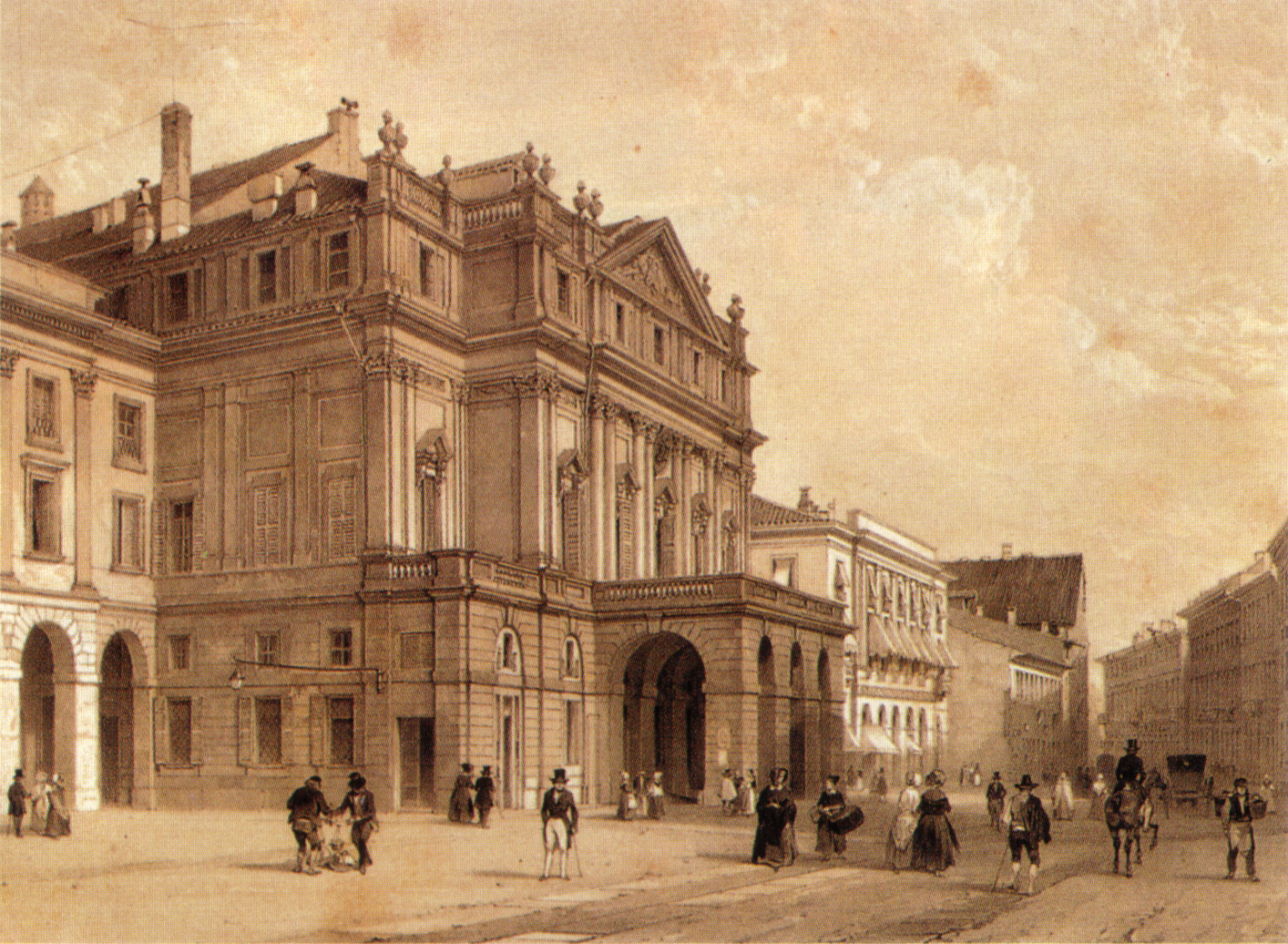
Teatro alla Scala (Milan)

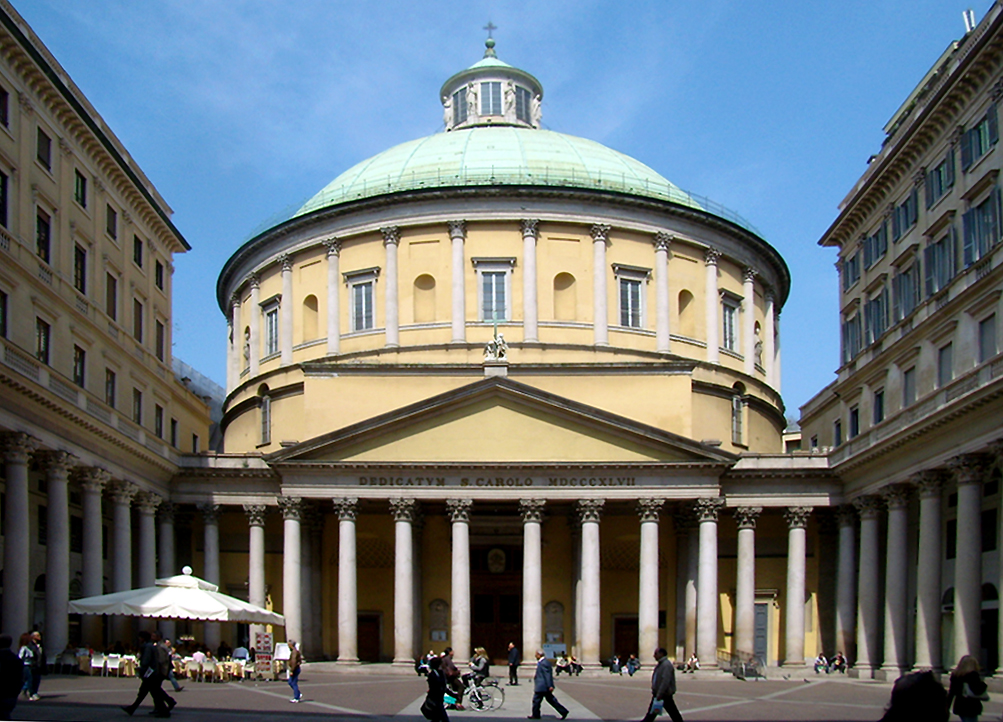
Église San Carlo al Corso

À Milan la scène est initialement occupée par Giuseppe Piermarini, auteur du Palazzo Belgioioso (1772-1781), de la villa royale de Monza (1776) et du Teatro alla Scala (1776-1778) où se fondent des éléments de style néorenaissance. Le rival de Piermarini, Simone Cantoni, avait lui aussi travaillé pour Luigi Vanvitelli et s'était formé à l'Académie de Parme sous Ennemond Alexandre Petitot et à Gênes. À Milan il se consacra à l'élaboration du projet du Palazzo Serbelloni, qui présente un corps central avec des colonnes soutenant un fronton, et à Côme, vers la fin du XVIIIe siècle, il construisit la Villa Olmo.
Le mérite d'avoir imposé les nouvelles tendances architecturales revient à Leopoldo Pollack (it) et Luigi Canonica (it), élèves de Piermarini. Le premier a réalisé la Villa Belgioioso (puis Villa Reale et aujourd'hui Villa Comunale), la Villa Casati a Muggiò et la Rotonda de la rue Borgovico à Côme, œuvres qui ne présentent pas des plans particulièrement intéressants. En revanche il est juste de citer le projet du second pour l'Arena Civica, fruit d'un dessein plus vaste, encouragé notamment par Giovanni Antonio Antolini, pour l'aménagement de la zone autour du Castello Sforzesco.
À ceux-ci succéda Luigi Cagnola qui, pour ses créations, chercha l'inspiration exclusivement dans les œuvres de la tradition italienne : parmi ses projets, la Rotonda di Inverigo (it) une massive et voyante villa et l'église de Ghisalba (1822), se risquant encore une fois sur le thème de la rotonde, l'Arco della Pace à Milan, une énième transposition du modèle de l'Arc de triomphe romain, l'Arco di Porta Nuova (it), réalisé en 1813 sur un projet de l'architecte Giuseppe Zanoia qui fut préféré au dessin de Cagnola. L'édifice qui conclut le néo-classicisme milanais et, plus généralement, italien, est l'église San Carlo al Corso (it), de Carlo Amati, considérée toutefois comme trop imposante dans ses dimensions.

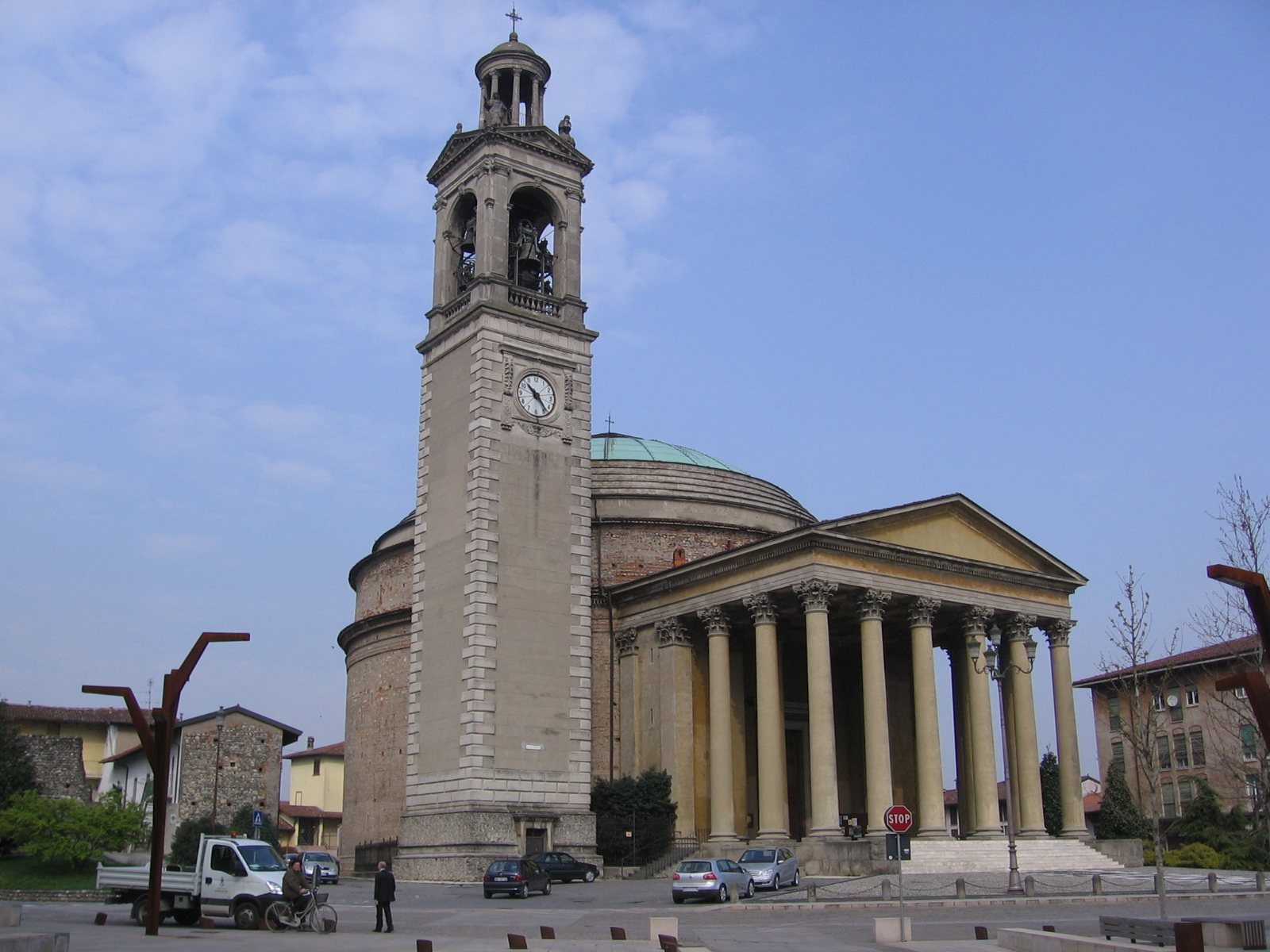
Église de Ghisalba
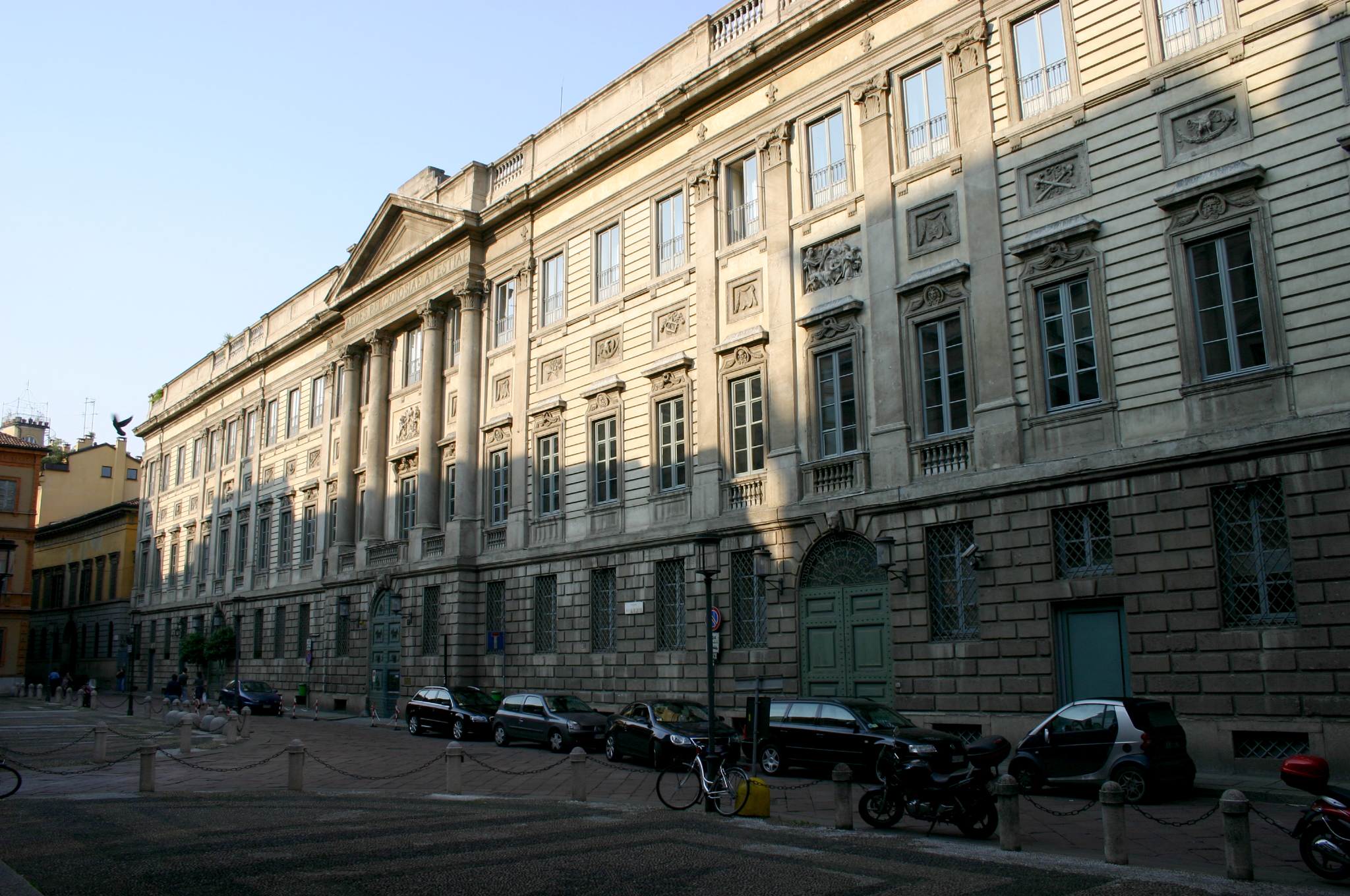
Palazzo Belgioioso (Milan)
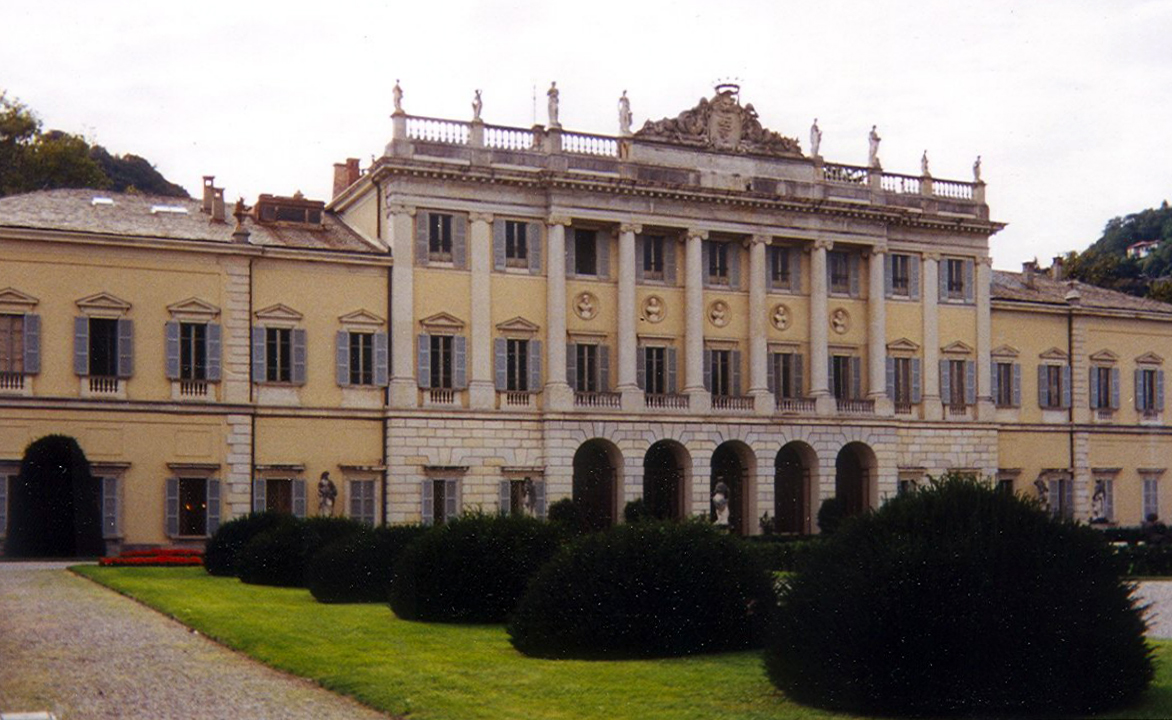
Villa Olmo (Côme)
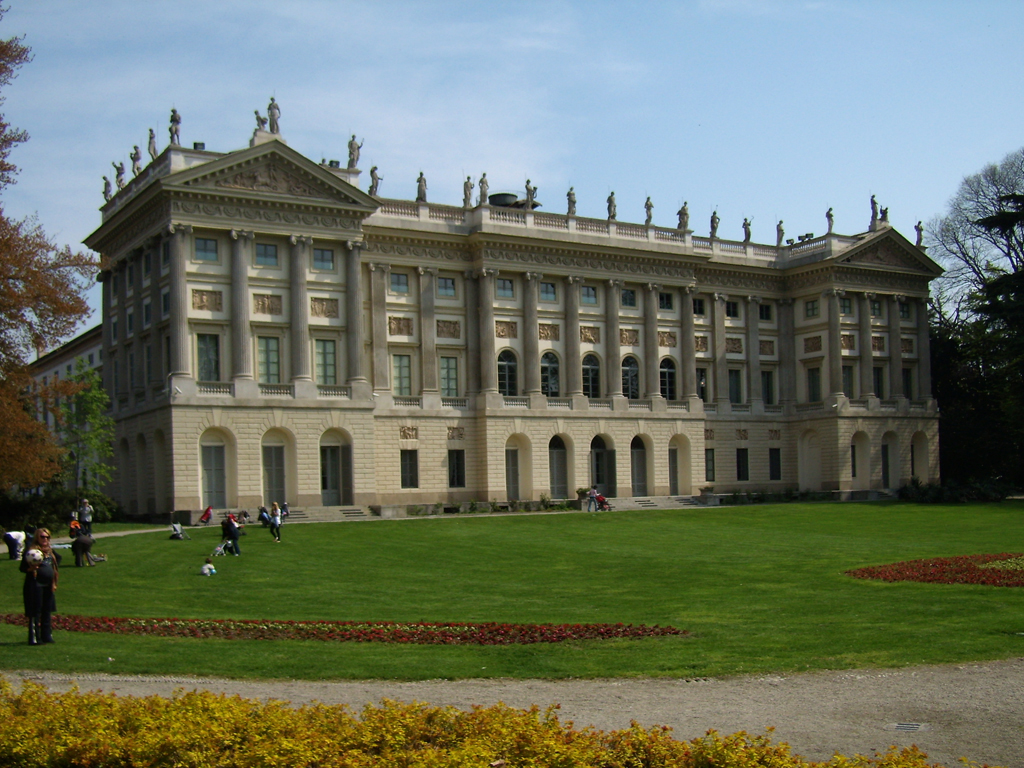
Villa Reale (Milan)
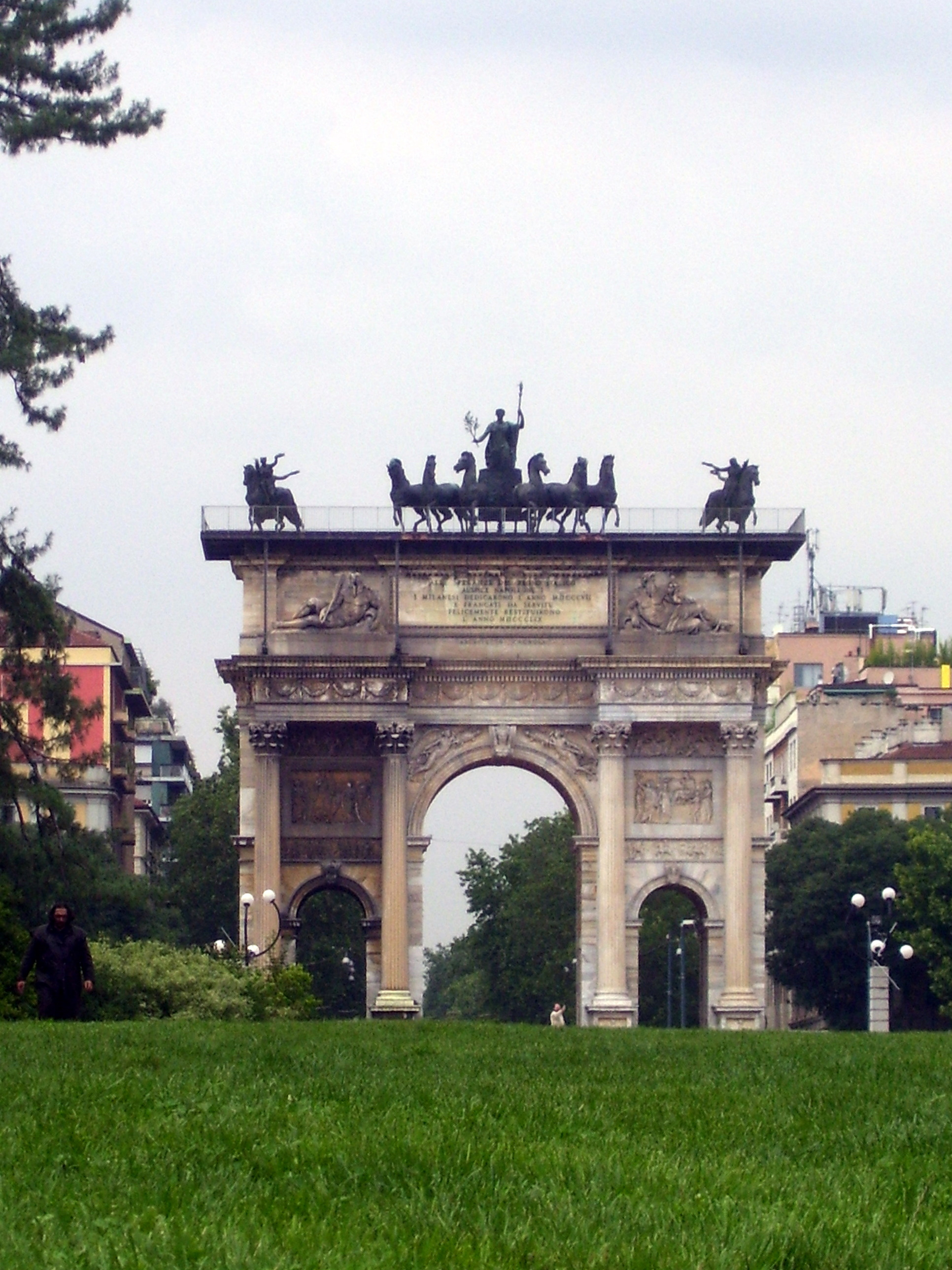
Arco della Pace (Milan)

## Gênes

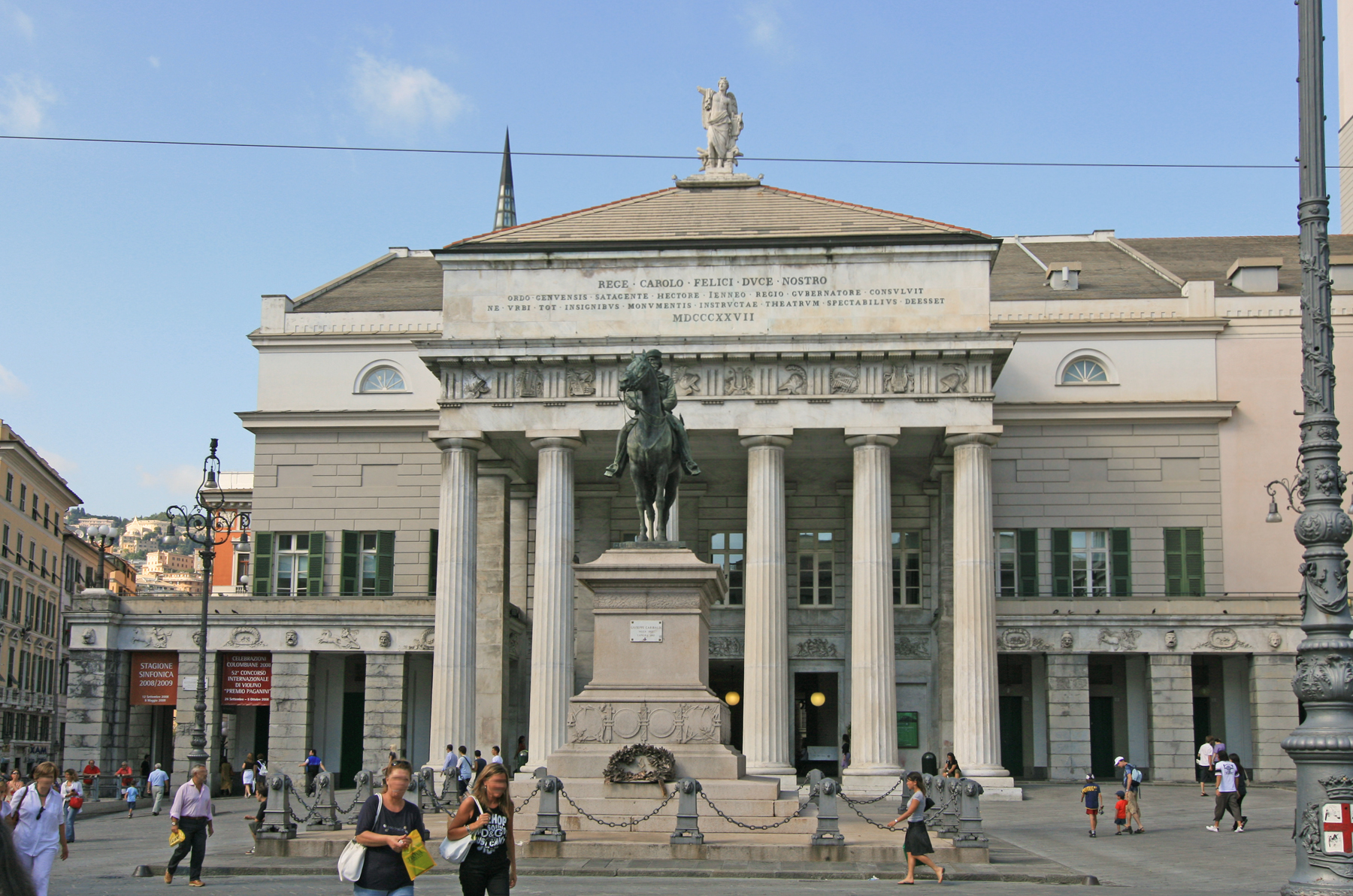
Teatro Carlo Felice

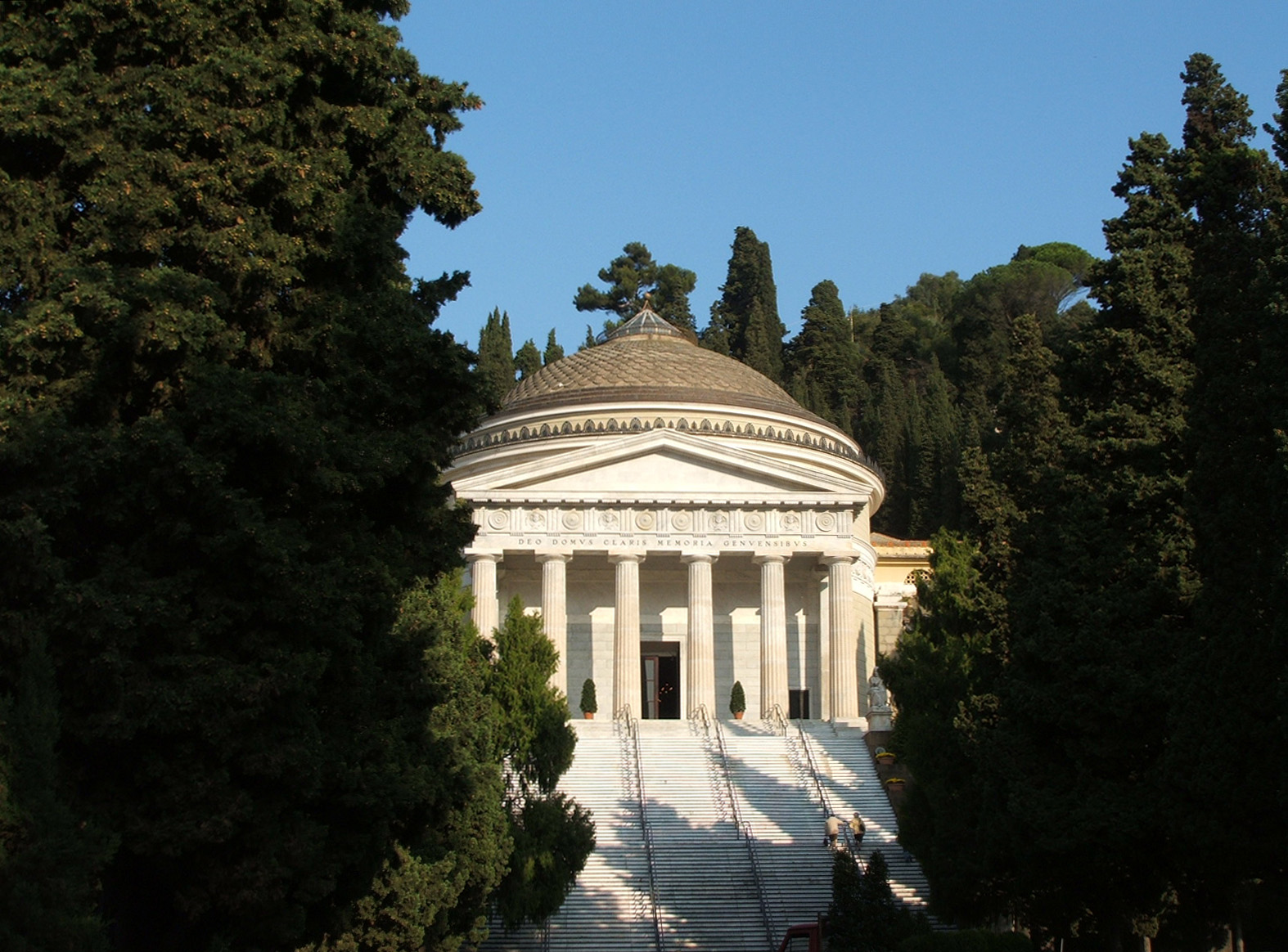
Panthéon du Cimetière monumental de Staglieno

Autre personnalité notable dans l'histoire du néo-classicisme, Carlo Barabino est le plus important architecte génois du XIXe siècle, créateur du Teatro Carlo Felice et du Cimetière monumental de Staglieno. Du Carlo Felice, inauguré en 1828 ne reste aujourd'hui que la façace, enrichie d'un grand portique hexastyle : le corps du bâtiment du théâtre fut en effet inexorablement frappé par les bombardements de la Seconde Guerre mondiale. Le cimetière de Staglieno, terminé par l'élève de Barabino, Giovanni Battista Resasco (it), comporte en revanche de nombreux éléments de la tradition classique, comme une copie du Panthéon romain, placée en position surélevée par rapport à la base du cimetière.
À Gênes, Simone Cantoni, que l'on a vu actif à Milan, prit part aux travaux pour la reconstruction du Palazzo Ducale. Il élabora le projet du somptueux salon du premier étage, loué par Francesco Milizia à l'occasion de sa visite du chantier alors que les travaux n'étaient pas terminés.

## Piémont

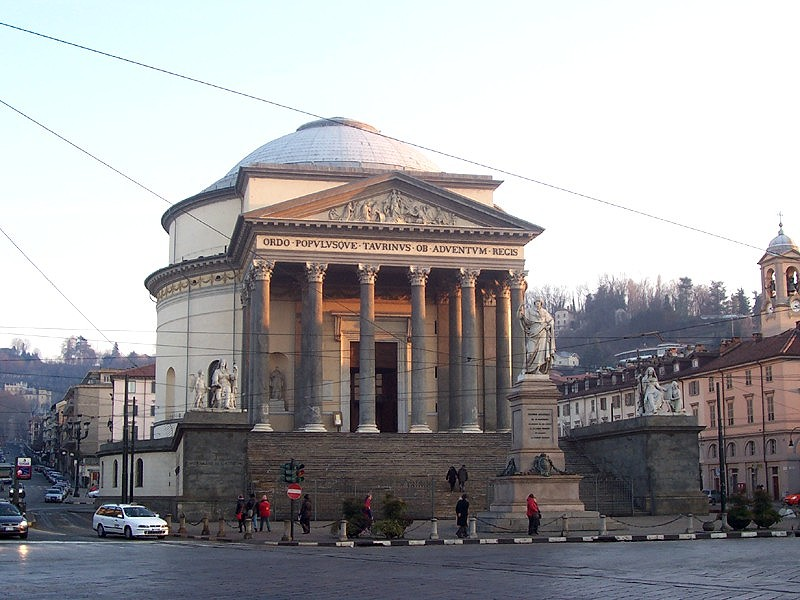
Église Gran Madre di Dio (Turin)

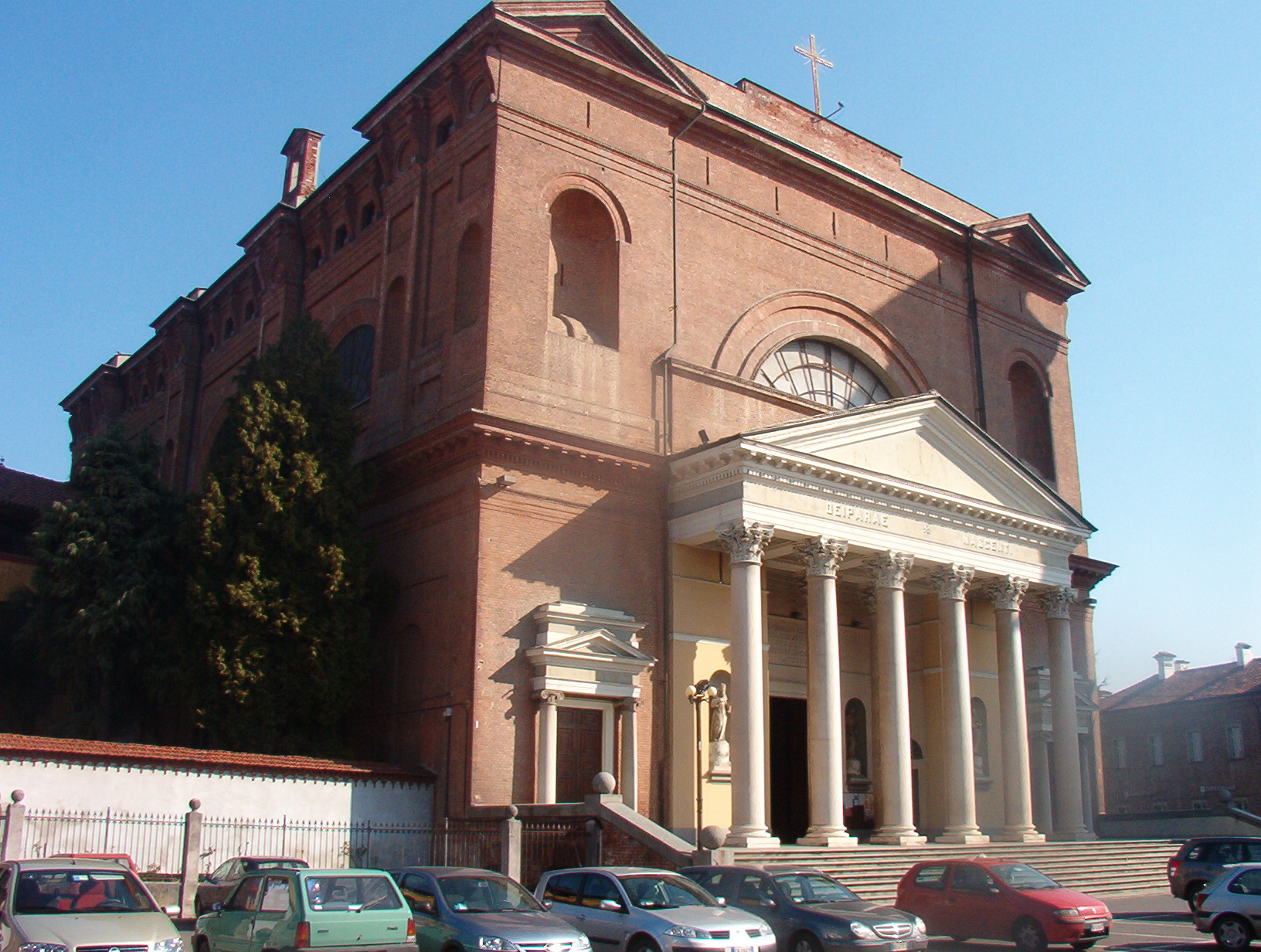
(Vigone)

Le Piémont connut entre le XVIIIe et le XIXe siècle une phase de transition éclatante vers le néo-classicisme, avec des personnalités actives y compris dans le domaine de la théorie classique, souvent en rapport étroit avec les sociétés savantes subalpines engagées dans la confrontation avec la nouvelle circulation de la culture en direction de Rome ou de Paris comme Giuseppe Battista Piacenza, Carlo Randoni (it), et quelques réalisations précoces de Filippo Castelli (it).
Le néo-classicisme piémontais eut un développement notable grâce à l'urbanisation et aux transformations qui, sous l'influence directe des français, touchèrent Turin dans les premières années du XIXe siècle. Le cœur des nouveaux agrandissements fut l'église Gran Madre di Dio (1814-1831), un édifice au plan circulaire précédé d'un pronaos sur le modèle du Panthéon de Rome, qui fut élevé par Ferdinando Bonsignore en bordure de la piazza Vittorio Veneto (it) contemporaine.
L'enseignement de Bonsignore à l'université et à l'académie de Turin créa plusieurs générations d'habiles architectes qui diffuseront dans tout le Piémont et jusque dans les régions de Gênes et de Nice les résultats d'une école de grande valeur culturelle parmi lesquels l'érudit Giuseppe Maria Talucchi (it), bras droit de Bonsignore à l'université et auteur de l'imposante église Santa Maria del Borgo (it) à Vigone (1835 et ss.), Benedetto Brunati, Luigi Canina, Ernesto Melano, également actif sur les chantiers de la cour carloalbertine, le suisse Giuseppe Leoni (it), Giuseppe Formento (d), l'eporediese Pessatti, Michelangelo Bossi, etc.
Sur les chantiers de la cour, à partir des années de Charles-Albert de Sardaigne, au Palazzo Reale de Turin, sur le domaine de Pollenzo, au Castello Reale di Racconigi, opéra comme directeur artistique Pelagio Palagi, collaborateur pour l'architecture, y compris pour des réalisations autonomes, de Carlo Sada.
Dans la seconde moitié du XIXe siècle, Alessandro Antonelli, élève de Bonsignore et Talucchi, auteur du dôme de Novare, revêtit d'éléments classiques les énormes édifices de la Mole Antonelliana de Turin et de la coupole de la basilique San Gaudenzio également à Novara, amenant les proportions canoniques vers une nouvelle idée de l'architecture fortement imprégnée d'expérimentations structurelles.

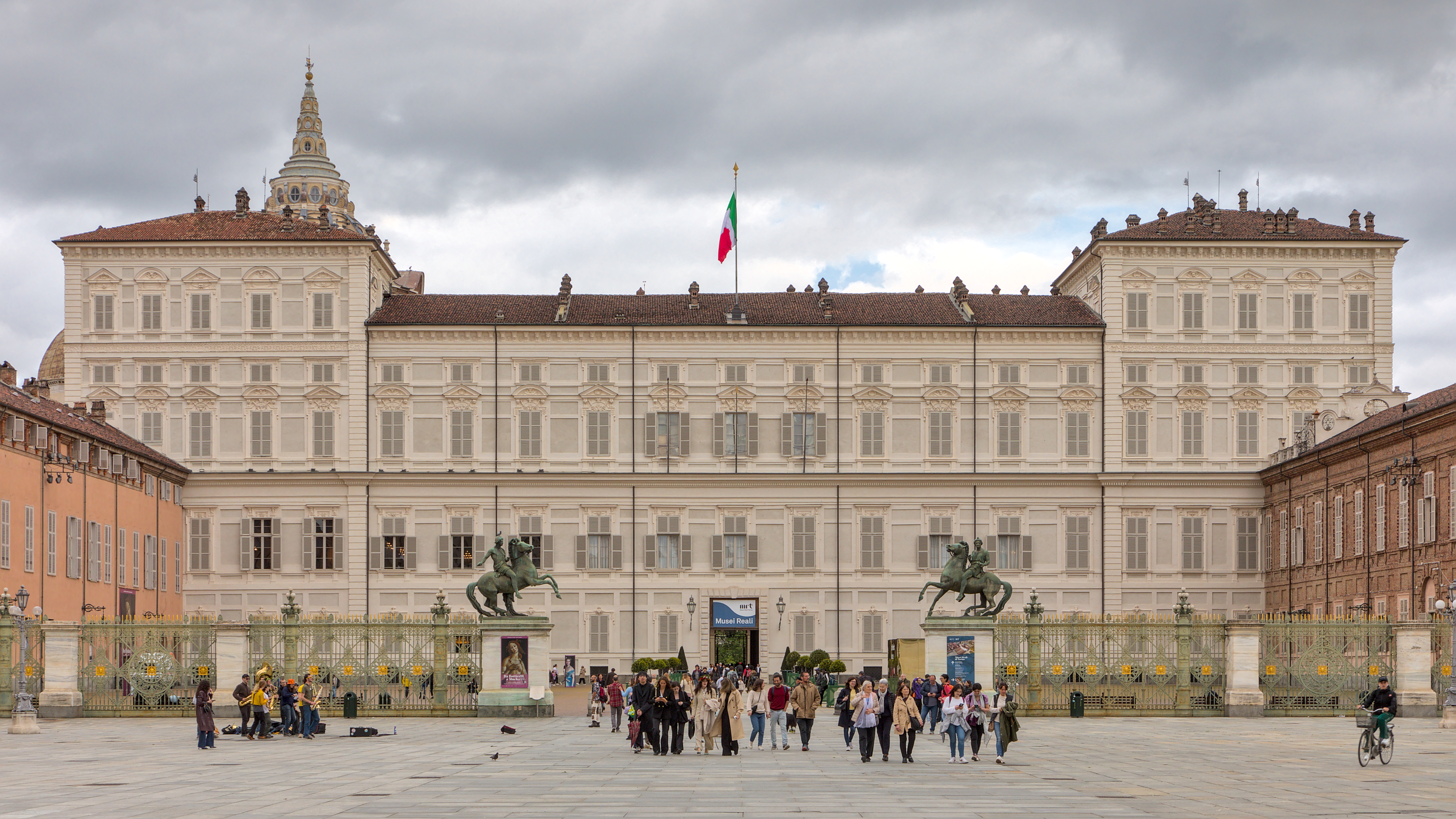
Palazzo Reale (Turin)
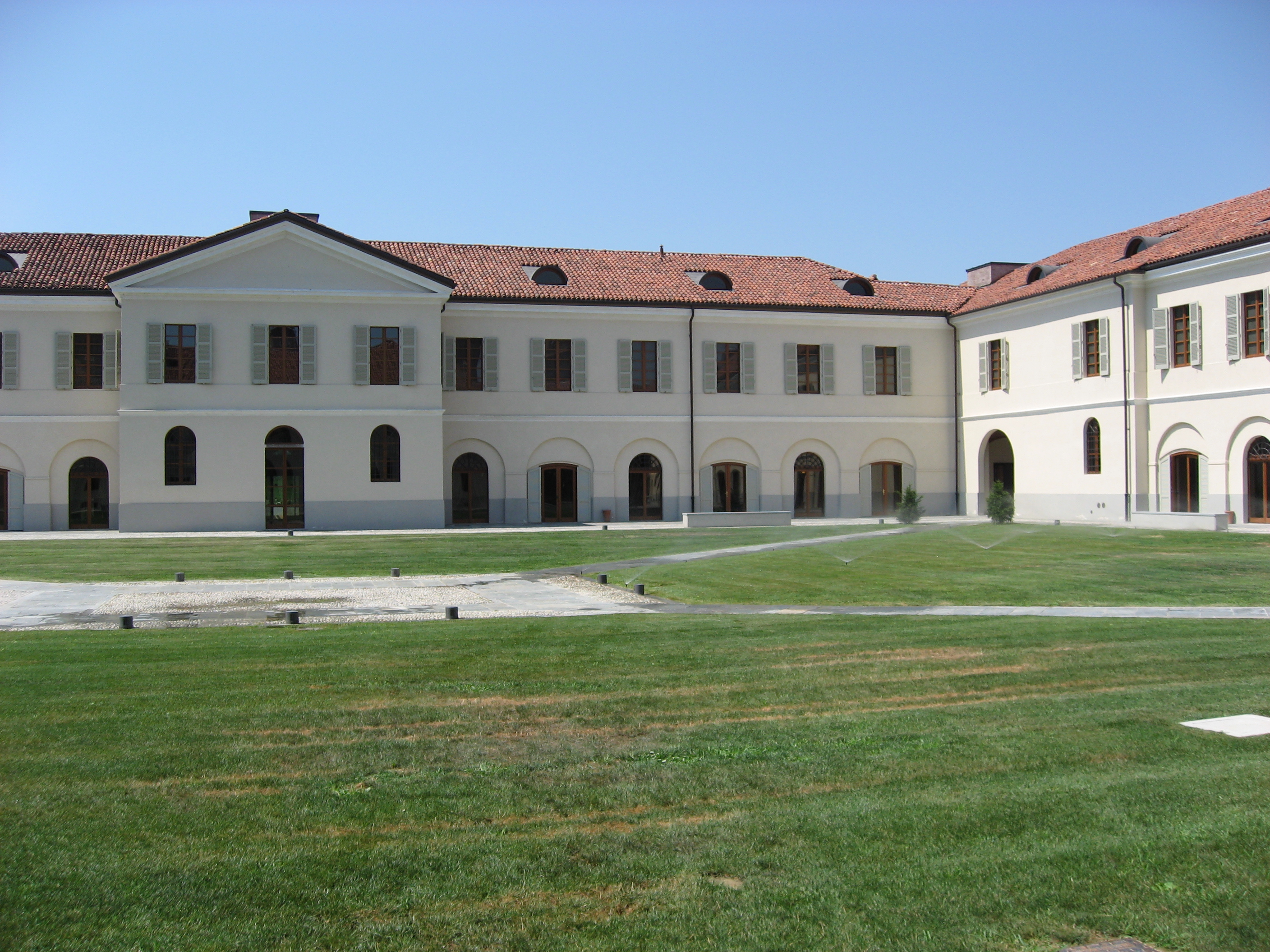
Castello di Pollenzo
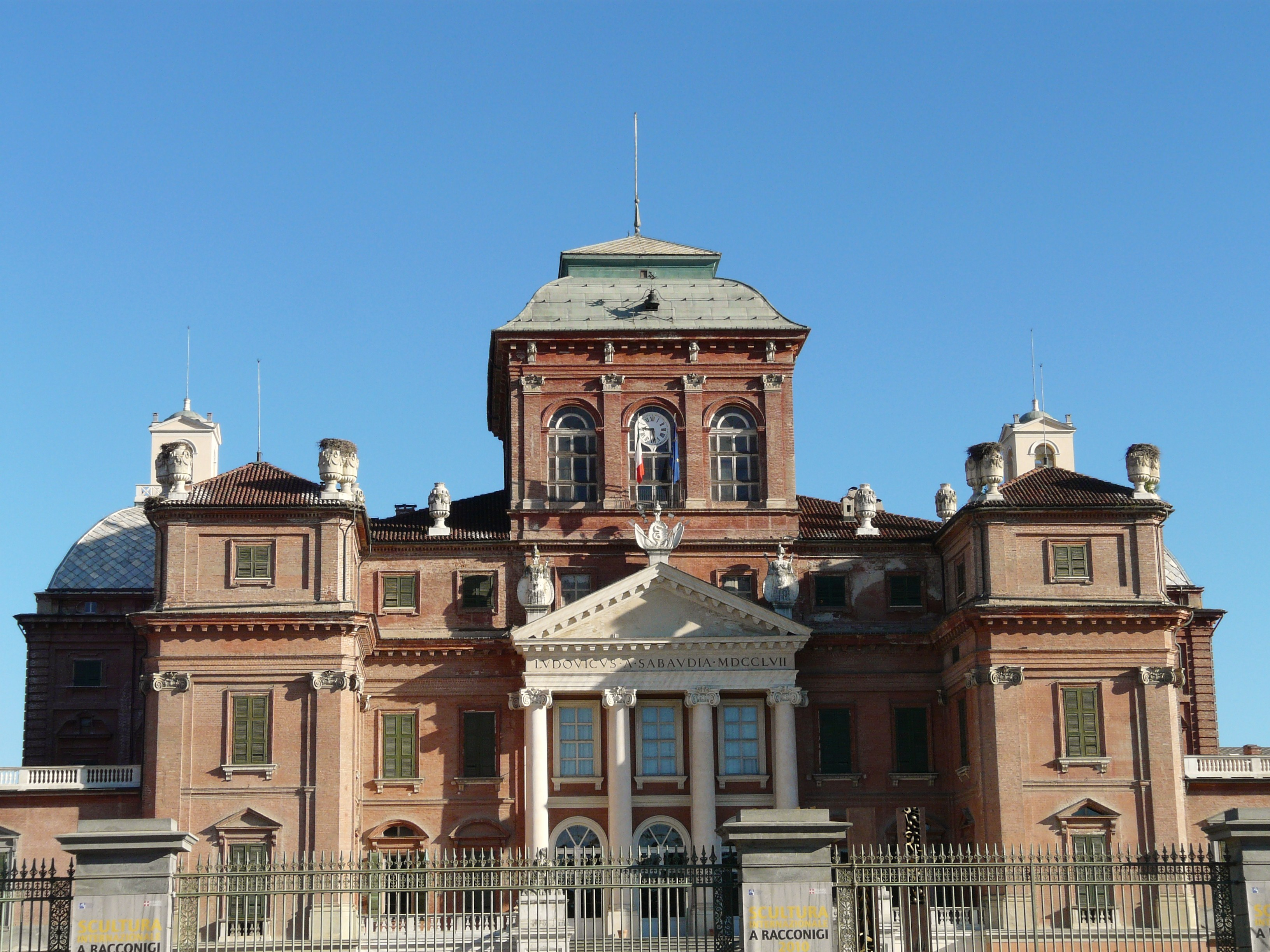
Castello Reale di Racconigi
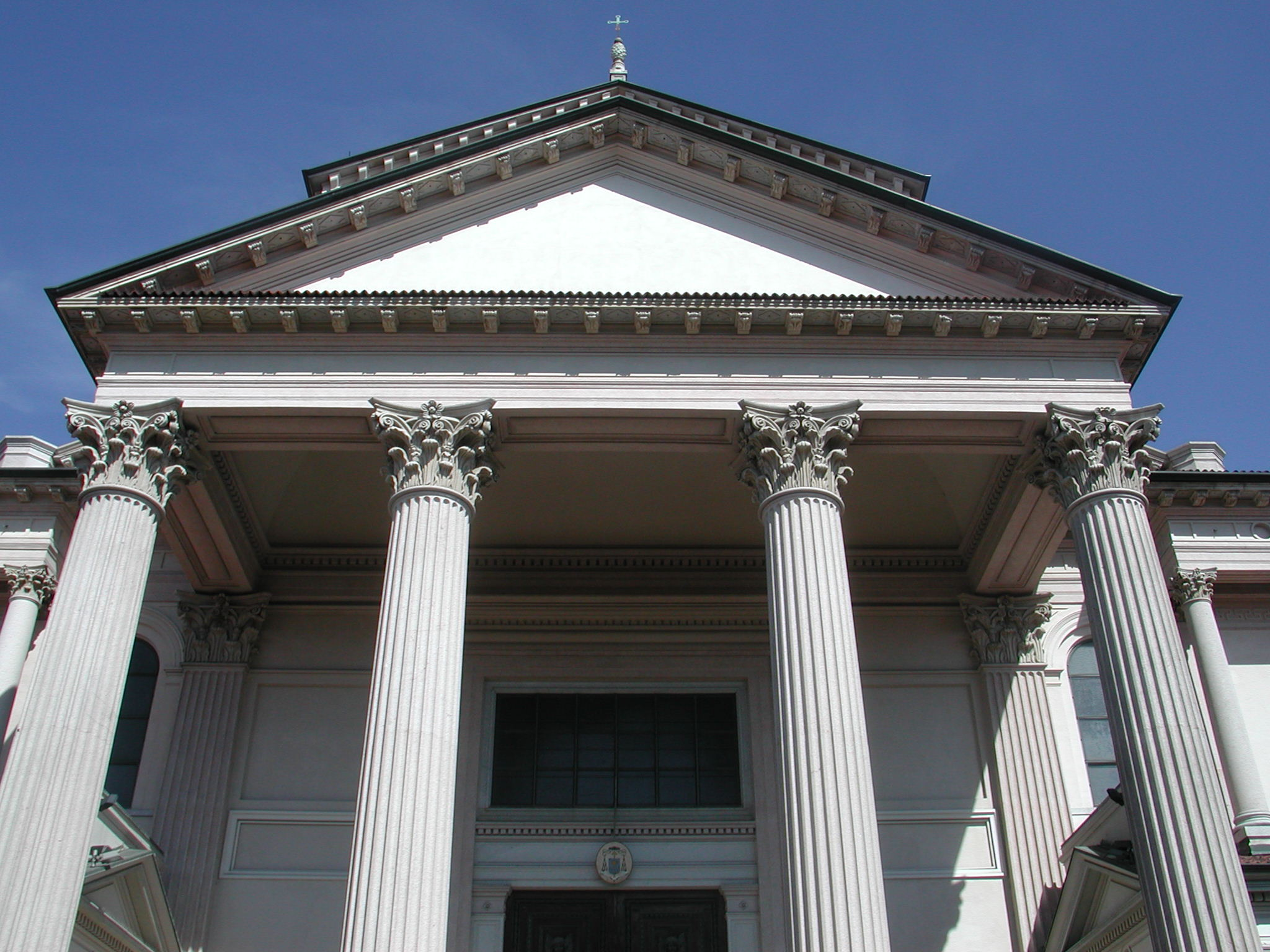
Duomo di Novara
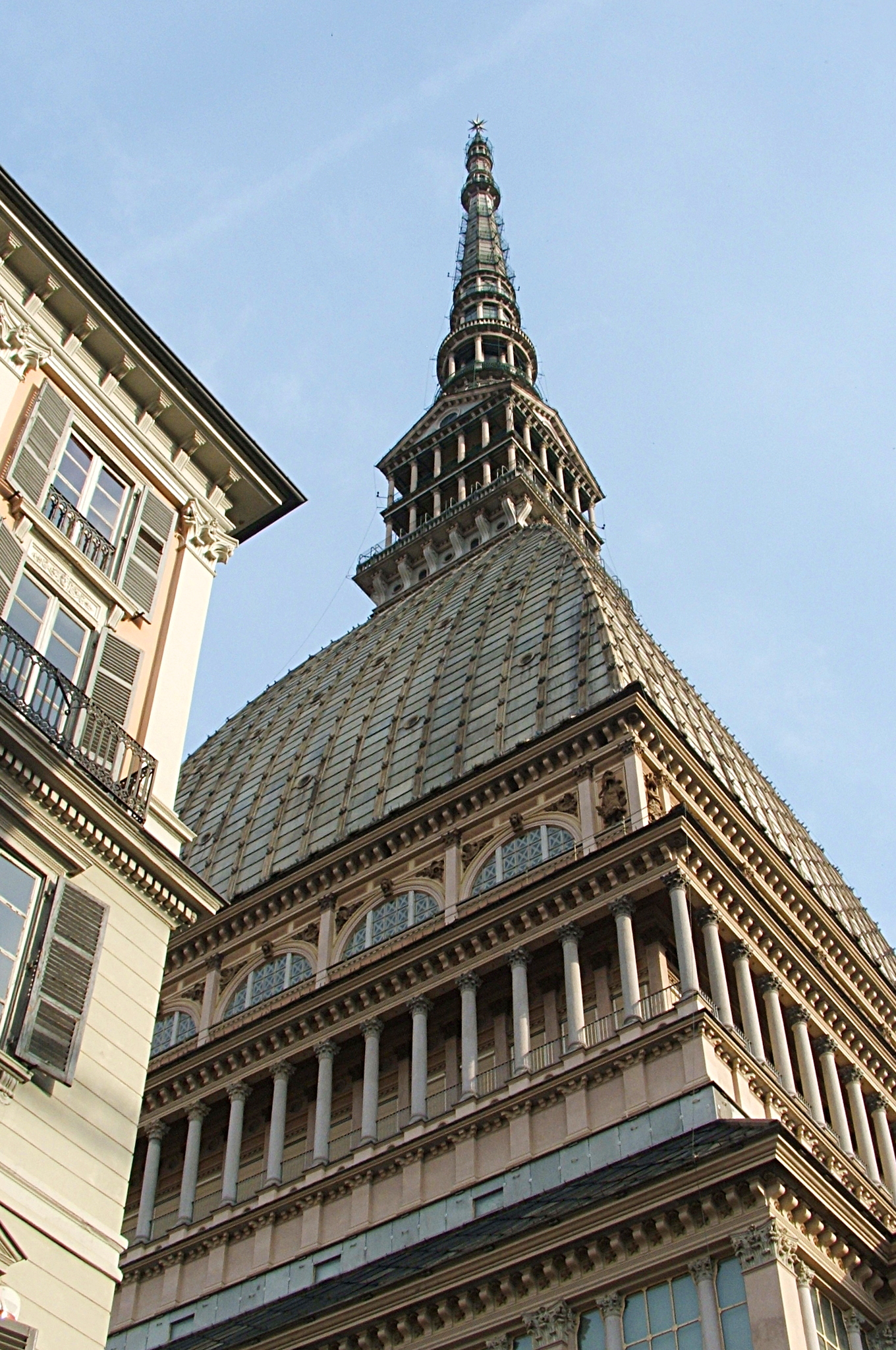
La Mole Antonelliana (Turin)

## Annexes

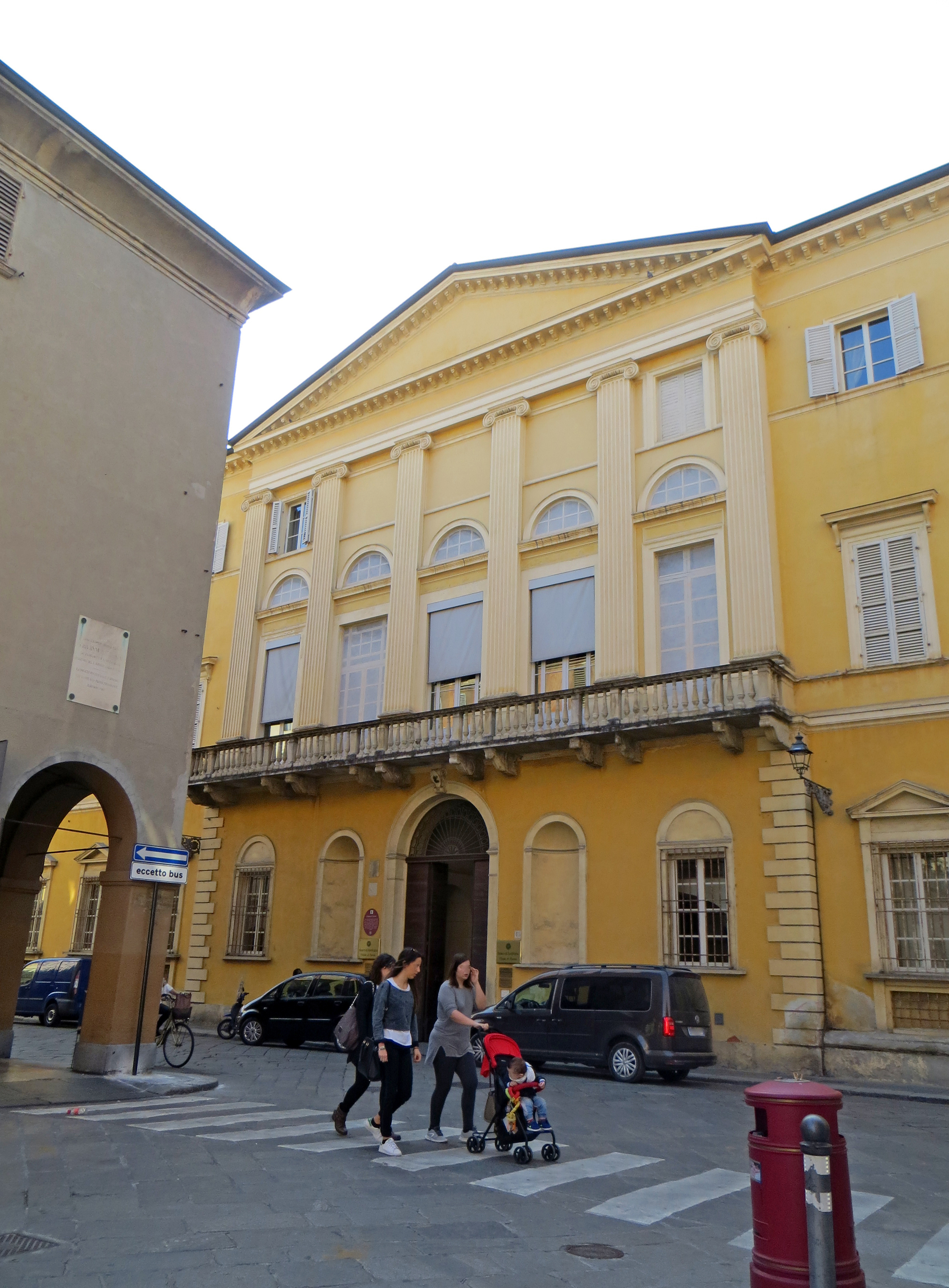
Le palais Carmi, à Parme.